# Frank Lampard
Pour les articles homonymes, voir Lampard.
Frank Lampard, né le 20 juin 1978 à Romford, Londres en Angleterre est un footballeur international anglais devenu entraîneur ayant évolué au poste de milieu de terrain du milieu des années 1990 à la fin des années 2010.
Il commence sa carrière professionnelle à West Ham United, où son père, Frank Richard Lampard, joue et entraîne. Il intègre l'équipe première au cours des années 1990 et aide le club à atteindre la cinquième place en championnat en 1999, le meilleur classement de l'histoire du club.
En 2001, il est transféré au voisin londonien Chelsea. Rapidement intégré dans l'effectif, il y devient un cadre essentiel de l'équipe, manquant très peu de matchs et marquant souvent entre quinze et vingt buts par saison. Il est élu « Joueur anglais de l'année » deux fois de suite en 2004 et 2005. Il est classé deuxième au Ballon d'or en 2005. Avec les Blues, le milieu remporte notamment trois fois le championnat d'Angleterre en 2005, 2006 et 2010 ainsi que la Ligue des champions en 2012. Il inscrit en tout 211 buts durant son passage entre 2001 et 2014, faisant de lui le meilleur buteur de l'histoire du club. Il est généralement considéré comme étant le plus grand joueur de l'histoire de Chelsea et comme l'un des meilleurs milieux de terrain de sa génération.
Laissé libre par Chelsea en 2014, Lampard s'engage alors avec Manchester City où il évolue en 2014-2015 avant de partir dans le club filiale de New York City où il passe une saison et demie avant de prendre sa retraite en 2017.
Lampard est sélectionné à 106 reprises avec l'équipe nationale anglaise entre 1999 et 2014, et marque 29 buts. Il participe notamment à l'Euro 2004, durant lequel il est nommé dans l'équipe du tournoi. Il est le meilleur buteur de l'Angleterre lors des qualifications pour la Coupe du monde de 2006 et participe à trois Coupes du monde dans toute sa carrière internationale.
Reconverti entraîneur, Lampard obtient son premier poste en devenant entraîneur de Derby County le 31 mai 2018 avec qui il atteint la finale des play-offs de Championship. À l'intersaison 2019, il est nommé entraîneur de Chelsea, poste qu'il occupe jusqu'au 25 janvier 2021. Il a également été manager d'Everton du mercato hivernal de 2022 jusqu'à celui de 2023, puis limogé par manque de résultat. Fin novembre 2024, il devient entraîneur de Coventry City.

## Biographie

### Enfance et formation londonienne
Né le 20 juin 1978 à Londres, Frank Lampard commence le football à cinq ans à Heath Park, dans le nord-est de la capitale britannique. Il est le fils de Frank Lampard senior. Durant son enfance, il se rend à divers occasions chez son oncle, Harry Redknapp, afin de jouer au football avec Jamie. Il a aussi pratiqué du cricket durant son adolescence, jouant pour les moins de 12 et de 15 ans de l'équipe de l'Essex. Dès l'âge de 10 ans, il participe aux académies d'Arsenal, Tottenham et West Ham. À 14 ans, il participe à un essai à l'académie de Lilleshall Hall, une des académies de football les plus réputées en Angleterre, mais ses résultats ne sont pas suffisants et il est recalé.
Il est finalement engagé par l'académie de West Ham United, où il reçoit la promesse de signer un contrat professionnel dès ses 17 ans.

### Débuts professionnels avec West Ham (1994-2001)

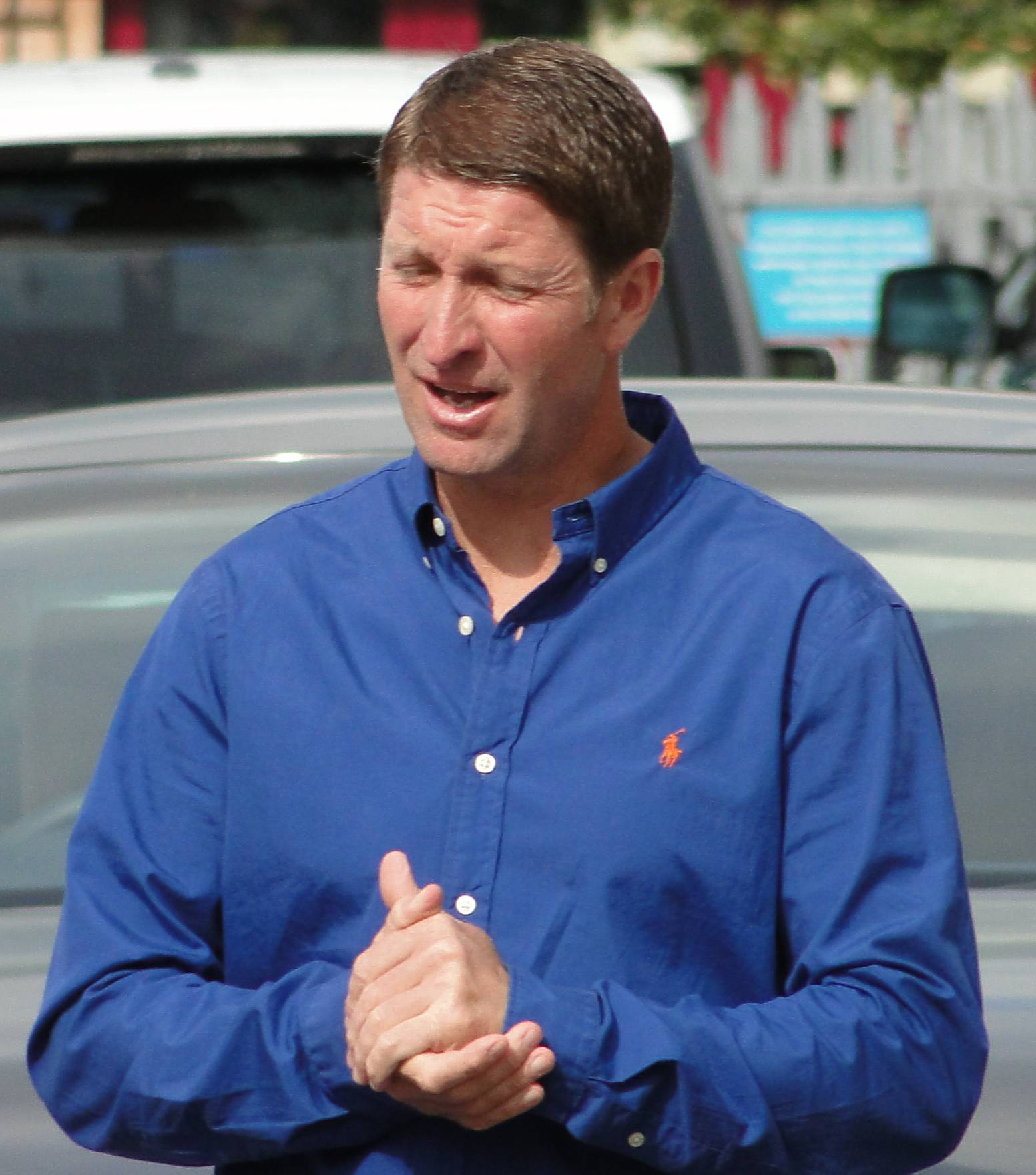
Lampard remplace Moncur (ici en 2011) pour son premier match en D1.

Lampard commence sa carrière en 1994 à West Ham United, l'ancien club de son père. Son héros d'enfance est le buteur du club Frank McAvennie. Il rejoint West Ham alors que son père y officie comme entraîneur adjoint au côté de son oncle, Harry Redknapp. Il signe son premier contrat professionnel en 1995, avant d'être envoyé en prêt en octobre au club de Swansea City, en deuxième division. Il fait ses débuts pour le club gallois lors d'une victoire 2-0 face à Bradford City et marque le premier but de sa carrière dans un match contre Brighton & Hove Albion. Lampard joue neuf fois pour Swansea avant de retourner à West Ham dès janvier 1996.
Lampard fait ses débuts pour West Ham le 31 janvier 1996 face à Coventry City, rentrant en jeu à la place de John Moncur. Il joue son seul autre match de la saison lors de la dernière journée de championnat, le 5 mai 1996, lors d'un match nul 1 à 1 à domicile face à Sheffield Wednesday, Lampard étant utilisé comme remplaçant de Keith Rowland.
La saison suivante, Lampard fait sa première apparition dans le onze de départ de West Ham, le 17 août 1996 dans une défaite 2-0 à Arsenal avant d'être remplacé par Robbie Slater,. Sa saison prend fin prématurément après s'être brisé la jambe face à Aston Villa le 15 mars 1997. Éloigné du terrain sur une civière, il est remplacé à la 31e minute par Rio Ferdinand. C'est aussi lors de ce match qu'il a reçu son premier carton en tant que joueur de West Ham,,. Après le match, Lampard déclare avoir été hué par les supporters de West Ham, ce qui a failli lui faire abandonner le football. Il fait seize apparitions toutes compétitions confondues pour les Hammers cette saison-là.

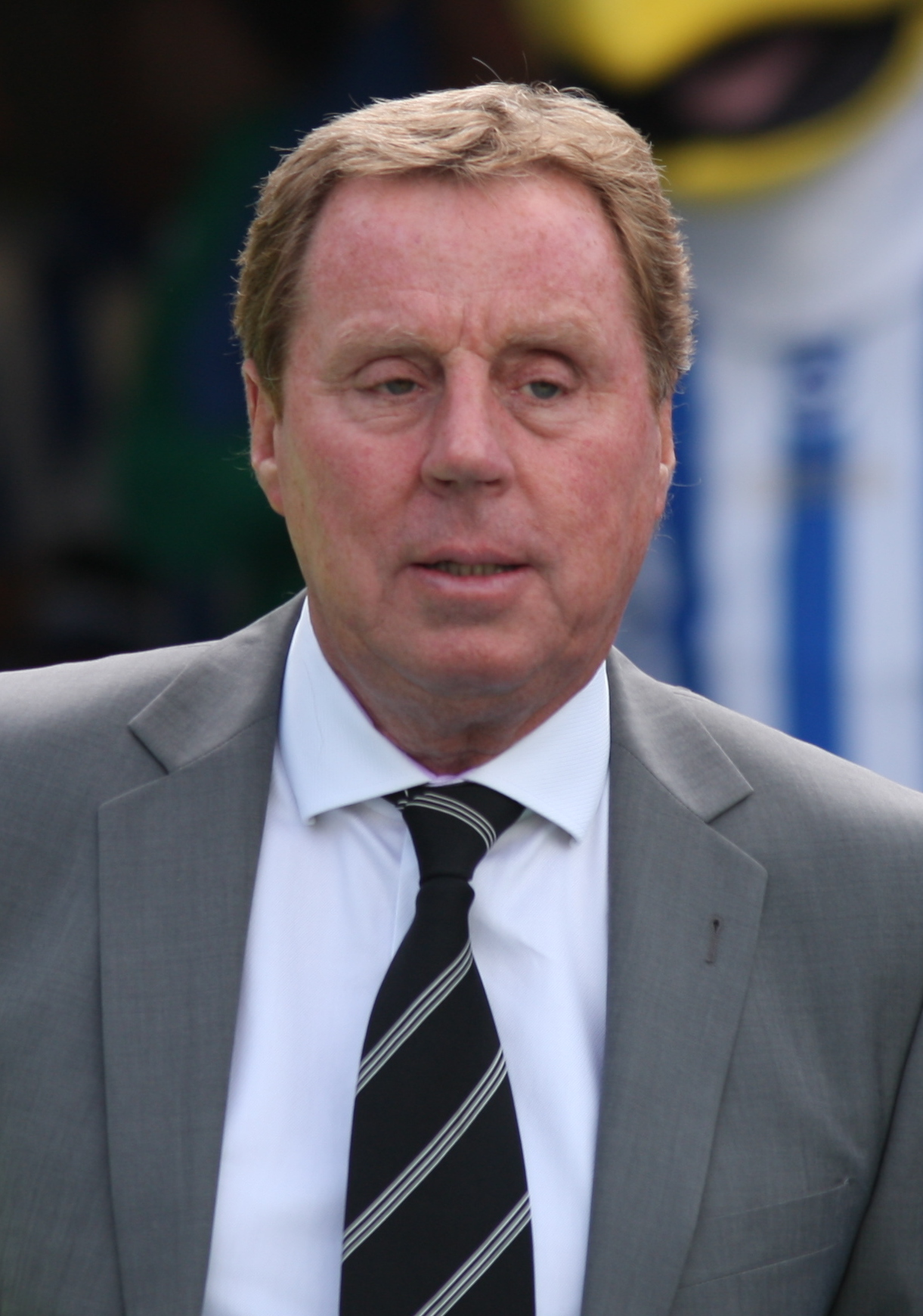
Son oncle Harry Redknapp (ici en 2011) connaît les mêmes dates de passage que lui à West Ham.

C'est à partir de la saison 1997-1998 que Lampard prend le numéro 18, ayant précédemment porté le numéro 26. Le 19 novembre 1997, il marque le premier triplé de sa carrière face à Walsall, lors du quatrième tour de League Cup. Lampard participe à 42 matchs officiels de West Ham lors de cette saison, marquant un total de neuf buts.
Lampard prend part aux 38 matchs de Premier League de West Ham lors de la saison 1998-1999, aidant son équipe à accéder à la cinquième place du championnat et ainsi à se qualifier pour la Coupe Intertoto 1999,,.
Avant que la saison 1999-2000 commence, Lampard signe une prolongation de contrat le liant au club londonien jusqu'en 2005. Étant qualifié en Coupe Intertoto, la saison de West Ham commence dès juillet 1999, et Lampard aide son club à remporter le premier titre européen de sa carrière. Cette victoire qualifie West Ham pour la Coupe UEFA 1999-2000. Lampard marque son premier but dans cette compétition le 16 septembre 1999 lors d'une victoire 3-0 face au NK Osijek. Cette saison voit aussi West Ham battre Bradford City 5-4 à Upton Park en février 2000. Ce match est connu pour la dispute de Lampard avec Paolo Di Canio afin de décider qui tire un penalty. West Ham étant en train de s'incliner 4 à 2, Lampard est le tireur de penalty attitré, mais Di Canio souhaite tenter sa chance et les deux coéquipiers se retrouvent à se disputer pour le ballon. Di Canio finit par réussir le penalty, avant que Joe Cole et Lampard marquent afin de donner l'avantage au Hammers,. Lampard finit la saison troisième meilleur buteur du club derrière Di Canio et Paulo Wanchope avec quatorze buts.
Durant la saison 2000-2001, la forme de West Ham s'estompe. Ils passent une grande partie de la saison dans la deuxième partie du classement de Premier League. Alors qu'ils finissent cinquième la saison passée, ils finissent quinzièmes cette fois-ci bien que Lampard marque neuf buts en 37 matchs.
En mai 2001, son oncle, Harry Redknapp, quitte le club par consentement mutuel après sept années au club en tant qu'entraîneur. Frank senior quitte aussi le club. À la vue de la façon dont West Ham traite son père, Frank junior décide de rejoindre un autre club. Il quitte ainsi West Ham pour Chelsea pour environ onze millions de livre sterling (15 millions d'euros), les Hammers ayant précédemment refusé une offre de 15 M£ d'Aston Villa pour Lampard et Frédéric Kanouté.

### Meilleur buteur de Chelsea (2001-2014)

#### Titulaire d'entrée (2001-2004)
Frank Lampard inscrit son premier but pour Chelsea le 23 décembre 2001, lors d'une rencontre de championnat contre Bolton Wanderers. Les blues l'emportent largement par cinq buts à un ce jour-là. Il ne manque qu'une seule rencontre de Premier League lors de sa première saison avec le Chelsea Football Club. Sous les ordres de l'entraineur italien Claudio Ranieri, Chelsea obtient deux sixième place en 2001 et 2002, ainsi qu'une défaite en finale de la Cup en 2002. Lampard cumule quinze buts et sept passes décisives après deux saisons au club. En difficulté sur le plan financier, Chelsea se qualifie lors de la dernière journée de championnat 2002-2003 pour la Ligue des champions la saison suivante, la première de Frank.
L'arrivée de Roman Abramovitch en 2003 marque une nouvelle étape. Chelsea termine second du championnat et demi-finaliste de Ligue des champions, le meilleur parcours du club en C1. Pour la saison 2003-2004, Frank Lampard marque quinze buts et délivre six passes décisives en prenant part à toutes les rencontres de la saison. Il est nommé joueur de l'année 2004 de Chelsea, joueur anglais de l'année 2004 et est sélectionné dans l'équipe type de la saison. Lampard termine aussi deuxième derrière Thierry Henry lors de l'élection du joueur de l'année FWA du Championnat d'Angleterre.

#### L'explosion (2004-2007)

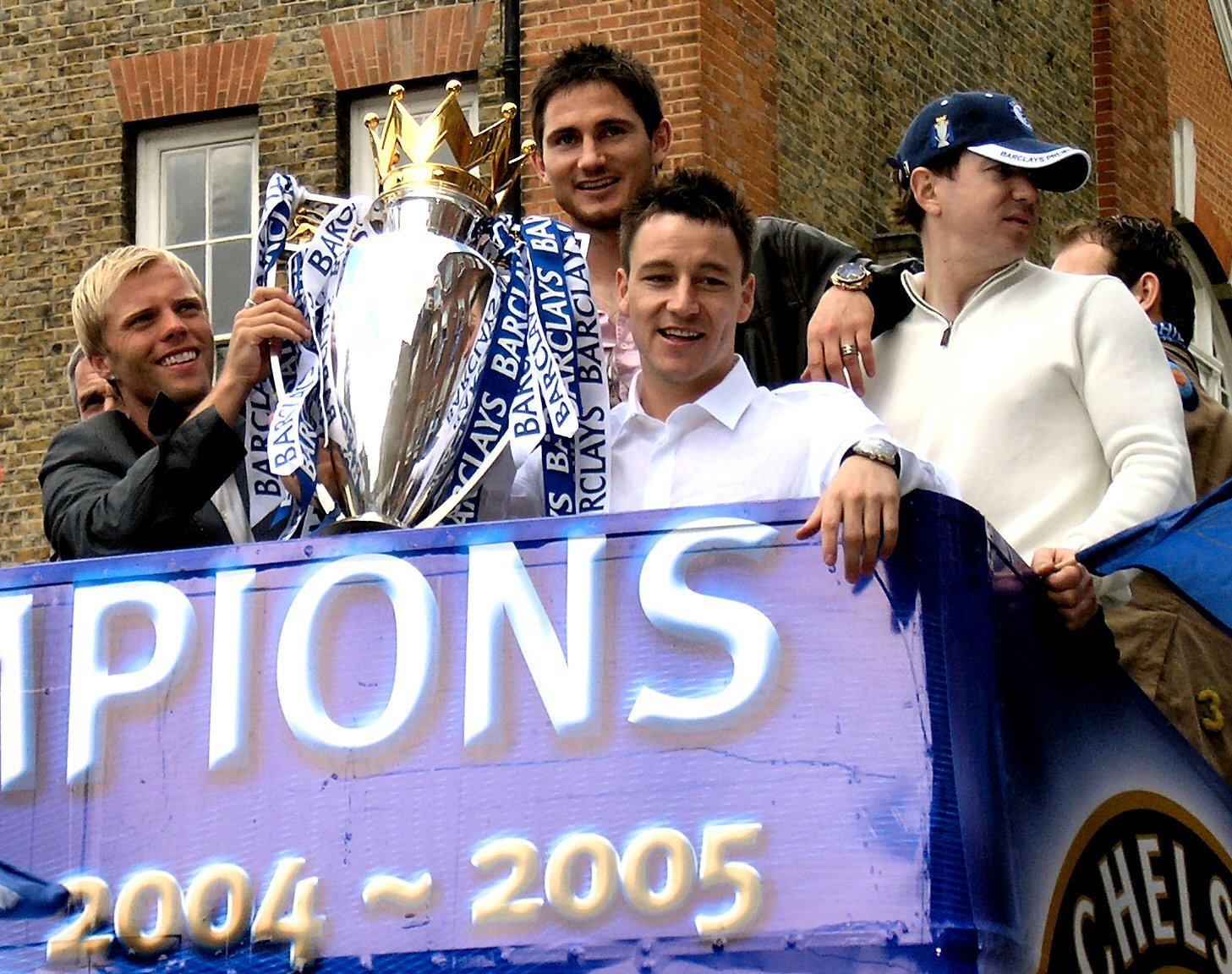
Lampard célébrant le titre de 2005 au-dessus de Guðjohnsen et Terry.

Lampard joue à nouveau tous les matchs de Premier League pour la troisième saison consécutive lors de la saison 2004-2005. Il la termine avec treize buts (19 toutes compétitions confondues) et 18 passes décisives, faisant de lui le meilleur passeur de Premier League de la saison. Il remporte son premier titre majeur avec Chelsea cette saison-là en gagnant le championnat pour la première fois de sa carrière. Il se distingue lors de la demi-finale aller de ligue des champions en réalisant un doublé face au Bayern Munich, le 6 avril 2005, contribuant à la victoire de son équipe par quatre buts à deux ce jour-là. Chelsea est éliminé en demi-finale de Ligue des champions par Liverpool, et Lampard aide son club à mettre la main sur la League Cup en marquant deux buts en six rencontres. À l'issue de la saison, il est nommé  "Barclays Player of the Season 2004-2005" (joueur de la saison 2004-2005) ainsi que footballeur anglais de l'année 2005.
En septembre 2005, Lampard est sélectionné dans la première FIFPro World XI au côté de son coéquipier John Terry. Lampard finit deuxième derrière Ronaldinho pour l'élection du Ballon d'or 2005 ainsi que pour le prix de meilleur footballeur de l'année,. Le 28 décembre 2005, malade et manquant le match face à Manchester City, il met fin à sa série de 164 matchs d'affilée en Premier League, battant ainsi le précédent record de David James avec cinq matchs de plus. Chelsea gagne le championnat pour la deuxième fois consécutive, Lampard finit meilleur buteur de l'équipe avec ses 16 buts, son record jusqu'à présent sur une saison. En Coupe d'Europe, les Blues sont éliminés dès les huitième de finale de Ligue des champions face à Barcelone.
John Terry étant blessé au dos, Lampard se retrouve capitaine de Chelsea pour une grande partie de la saison 2006-2007. Au courant de celle-ci, il devient le meilleur buteur au poste de milieu de terrain de la Premier League en marquant son 77e buts sous les couleurs de Chelsea. Lampard termine la saison en remportant la FA Cup et meilleur buteur de la compétition avec six buts en sept rencontres (21 buts toutes compétitions confondues). Lors d'une interview d'après-match, Lampard déclare vouloir « rester au club pour toujours ».

#### Confirmation, cadre et sacre européen (2007-2014)

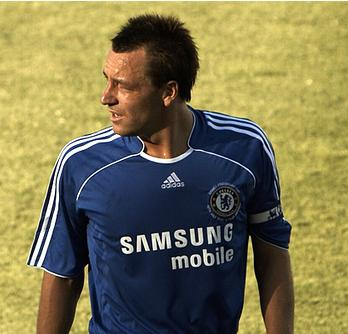
Lampard est vice-capitaine de Chelsea derrière John Terry.

Le 26 décembre 2007, lors de la réception de Aston Villa en championnat, Lampard se blesse et reste indisponible pour six semaines. Le 18 février 2008, lors de la réception de Huddersfield Town pour le cinquième tour de la FA Cup, Frank Lampard marque ses 100 et 101e buts sous les couleurs de Chelsea. À la fin du match, Lampard dévoile un t-shirt à l'honneur des supporters de Chelsea sur lequel est inscrit "100 Not Out, They Are All For You, Thanks" (100 pas dehors, ils sont tous pour vous, merci). Le 30 avril, pendant le match retour de la demi-finale de Ligue des champions face à Liverpool FC, Lampard marque et dédie son but à sa mère décédée quelques jours auparavant. Le 21 mai 2008, il est titulaire pour la finale de C1 contre Manchester United, perdue aux tirs au but (1-1 tab 5-6) malgré son égalisation. Il signe un nouveau contrat en 2008, devenant ainsi le joueur le mieux payé de Premier League du moment. Bien que sa saison 2007-2008 soit marquée par une blessure, Frank Lampard termine la saison meilleur buteur de Chelsea avec 20 buts toutes compétitions confondues, et il parvient à réaliser 11 passes décisives. Il ne prend part qu'à 24 matchs de championnat, son plus faible total de matchs en championnat depuis la saison 1996-1997. Le 28 août 2008, il est nommé aux UEFA Club Football Awards « milieu de terrain de l'année 2008 ».

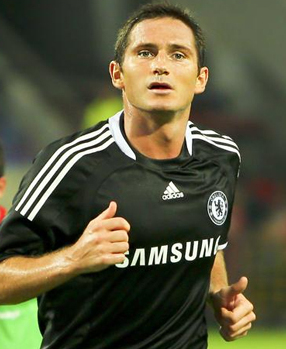
Frank Lampard en 2008.

Le 13 août 2008, Lampard signe un nouveau contrat de cinq ans d'une valeur de 39,2 million de livres sterling, faisant de lui le joueur le mieux payé de Premier League. Il marque son centième but en championnat le 2 novembre face à Sunderland. Parmi ses cent buts, seuls dix-huit sont des penaltys. Frank Lampard est nommé joueur du mois pour la troisième fois de sa carrière en octobre. Le 17 janvier 2009, il fait sa 400e apparition sous le maillot de Chelsea face à Stoke City et marque le but de la victoire dans le temps additionnel. Le manager de Manchester United, Alex Ferguson, n'hésite pas à le couvrir de louanges en déclarant : "Frank Lampard est un joueur exceptionnel, qui est capable pour un milieu de terrain de marquer 20 buts en une saison. Vous ne le verrez jamais commettre des tacles stupides ou faire partie des querelles insensées sur le terrain. Il est resté calme après l'élimination de Chelsea de la Ligue des champions par Barcelone et il a même été échanger son maillot avec Andrés Iniesta,." Frank Lampard termine sa saison 2008-2009 avec un total de 20 buts et 19 passes décisives toutes compétitions confondues. Son 20e but de la saison est le but gagnant marqué contre Everton en finale de la FA Cup. Pour célébrer son but, il réédite la célébration qu'avait faite son père lors de son but en finale de la Coupe d'Angleterre 1979-1980 contre la même équipe. C'est la quatrième saison consécutive où Lampard marque au moins 20 buts, et il est nommé par la suite joueur de l'année 2009 du club de Chelsea.

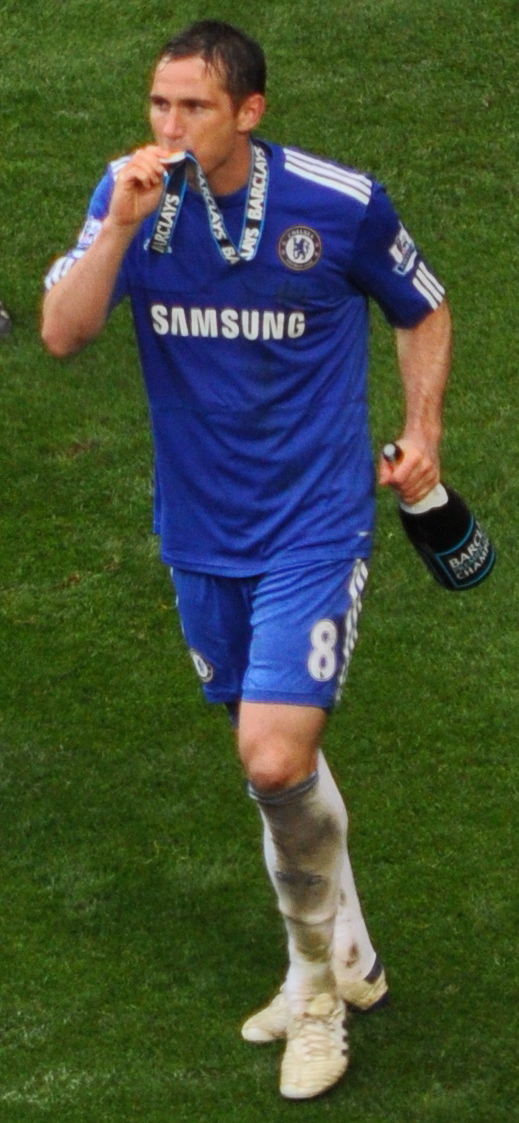
Frank Lampard, champion d'Angleterre en 2010.

Lampard commence la saison 2009-2010 en remportant le Community Shield 2009 aux tirs au but face à Manchester United. Le 30 octobre 2009, il est nommé pour la sixième fois d'affilée pour le trophée du Meilleur footballeur de l'année FIFA. Le 20 décembre, il doit retirer trois fois un penalty à cause de joueurs de son équipe qui rentrent dans la surface de réparation trop tôt. Malgré tout, il transforme les trois et offre ainsi le point du match nul à Chelsea face à son club formateur de West Ham. Il conclut sa saison en soulevant la FA Cup aux dépens de Portsmouth (1-0). Cette saison est la plus aboutie pour lui, avec 27 buts en 50 matchs toutes compétitions confondues, soit une moyenne de 0,52 but par match. Il termine aussi meilleur passeur de la Premier League avec 14 passes, ce qui fait de lui le milieu de terrain européen le plus décisif. La saison 2009-2010 est la meilleure saison de Lampard depuis le début de sa carrière. Malgré l'élimination en huitièmes de finale de la Ligue des champions face à l'Inter Milan (futur vainqueur de la compétition), il termine la saison avec trois titres : la Premier League, la Coupe d'Angleterre et le Community Shield.
La saison 2010-2011 commence difficilement pour Lampard, qui se blesse à diverses occasions durant la première partie de saison,. Le 9 janvier 2011, il marque deux buts et distribue une passe décisive alors que Chelsea bat Ipswich Town 7 à 0, dépassant ainsi les 200 buts toutes compétitions confondues dans sa carrière. Lampard marque treize buts et délivré six passes décisives. C'est la première fois depuis cinq saisons qu'il ne marque pas au moins vingt buts, mais cette baisse de rendement s'explique en grande partie par son éloignement des terrains pendant environ quatre mois, pour blessure.
La saison 2011-2012 est l'une des plus belles de la carrière de Frank Lampard. Après avoir éliminé le FC Barcelone en demi-finale de la Ligue des champions, Chelsea remporte la compétition aux tirs au but face au Bayern Munich. Malgré une sixième place finale en Premier League, le club londonien remporte aussi la FA Cup face à Liverpool. Lampard termine la saison avec dix passes décisives et seize buts, et devient le seul joueur à avoir marqué au moins 10 buts durant neuf saisons consécutives en Premier League.

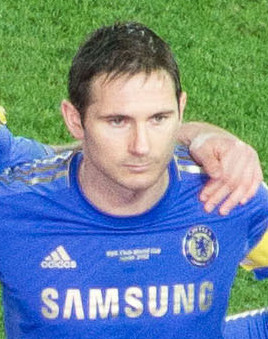
Lampard en finale du Mondial des clubs 2012.

Lampard rate l'Euro 2012 à cause d'une blessure à la cuisse mais joue tous les matchs de pré-saison avec Chelsea. La saison 2012-2013 débute avec une défaite face à Manchester City en Community Shield. Du fait de la suspension de John Terry, il est capitaine de Chelsea pendant le match de la Supercoupe d'Europe où son équipe s'incline (1-4) face à l'Atlético Madrid. Il célèbre le 500e match de Premier League de sa carrière en marquant lors de la victoire 8 à 0 face à Aston Villa, le 23 décembre. Le 7 janvier 2013, Steve Kutner, l'agent de Lampard, annonce que le contrat de Frank Lampard, qui se termine en juin 2013, ne sera pas renouvelé,. Il marque son 199e but pour Chelsea dans une victoire 4-0 face à Brentford en FA Cup, faisant de lui le meilleur buteur de l'histoire de Chelsea dans la compétition avec 26 buts. Le 200e but de Lampard pour Chelsea est marqué le 17 mars face à West Ham United, son ancien club. Le 11 mai, Lampard devient le meilleur buteur de l'histoire de Chelsea en marquant deux buts lors d'une victoire 2-1 face à Aston Villa. En finale de la Ligue Europa 2012-2013, Lampard est capitaine du club londonien pour une victoire 2-1 contre Benfica, soulevant ainsi le onzième trophée majeur de l'ère Roman Abramovitch. Le 16 mai, Lampard signe une extension de un an à son contrat avec Chelsea, déclarant : « J'ai toujours dit que mon rêve était de rester à Chelsea »,.

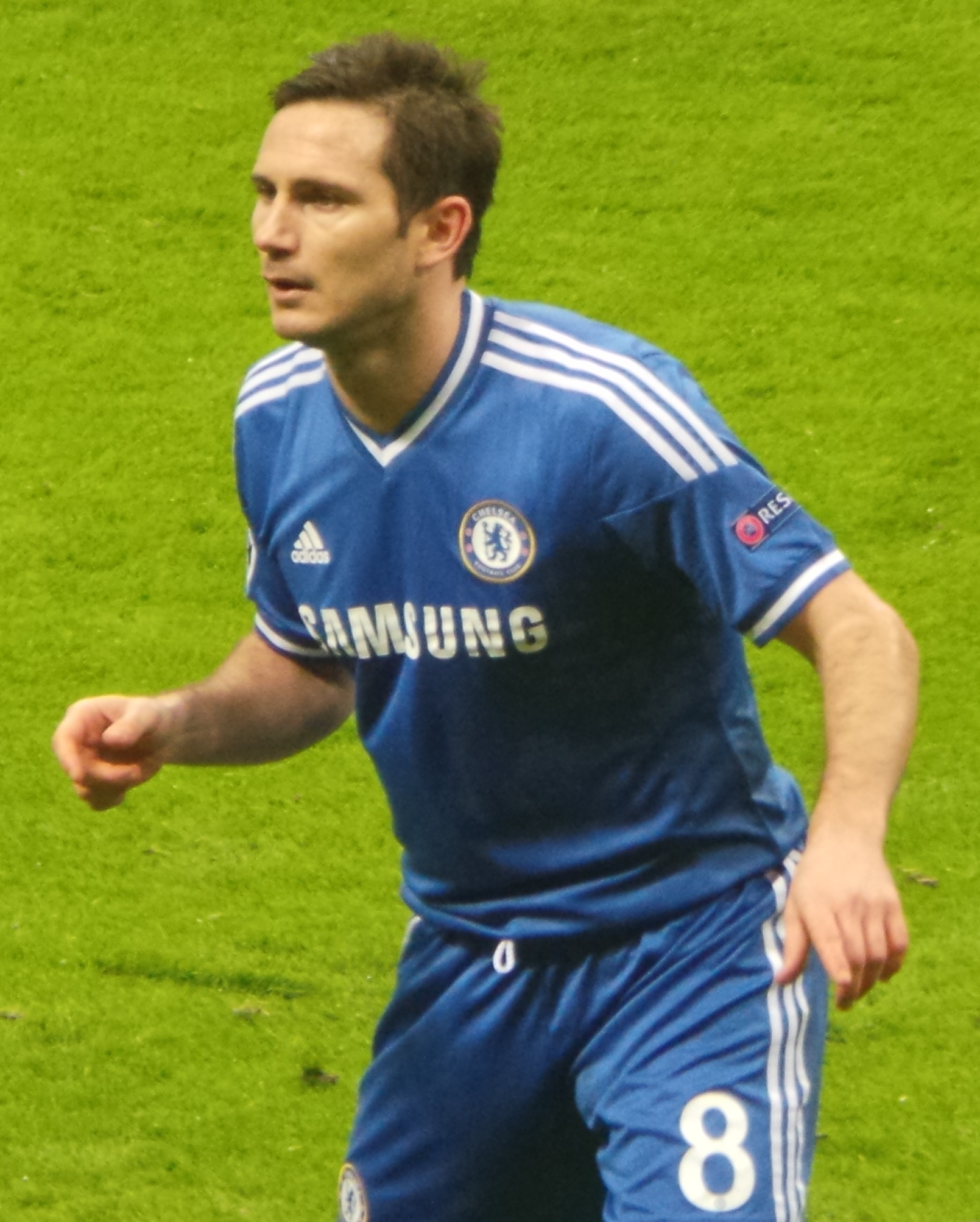
Lampard en 2014 lors de sa dernière saison à Chelsea.

Lampard vit sa dernière saison à Chelsea lors de l'exercice 2013-2014. Le 2 avril 2014, il joue son 100e match de Ligue des champions face au Paris Saint-Germain. Il marque le 250e but de sa carrière en club lors d'une victoire 3-0 face à Stoke City. Il termine la saison en ayant joué seulement 39 matchs et en ayant inscrit huit buts. C'est seulement la troisième fois depuis son arrivée au club qu'il ne dépasse pas la barre des dix buts toutes compétitions confondues, la dernière fois étant lors de sa deuxième saison au club, en 2002-2003.
Le 23 mai 2014, Lampard est inclus à la liste des joueurs relâchés par Chelsea au côté d'Ashley Cole,. Le 3 juin, Chelsea confirme le départ de Lampard.
Nommé trois fois "Joueur de la saison" de Chelsea,, Lampard est le meilleur buteur de l'histoire de Chelsea avec 211 buts toutes compétitions confondues. Il est décrit par le précédent détenteur du record de buts marqués Bobby Tambling et par son coéquipier de long terme John Terry comme étant le meilleur joueur de l'histoire de Chelsea,. Lampard est l'un des sept joueurs, et seul milieu de terrain, à marquer plus de 150 buts en Premier League. Il est aussi le deuxième meilleur passeur décisif de Premier League derrière Ryan Giggs,.

### Fin de carrière à Manchester et New York City

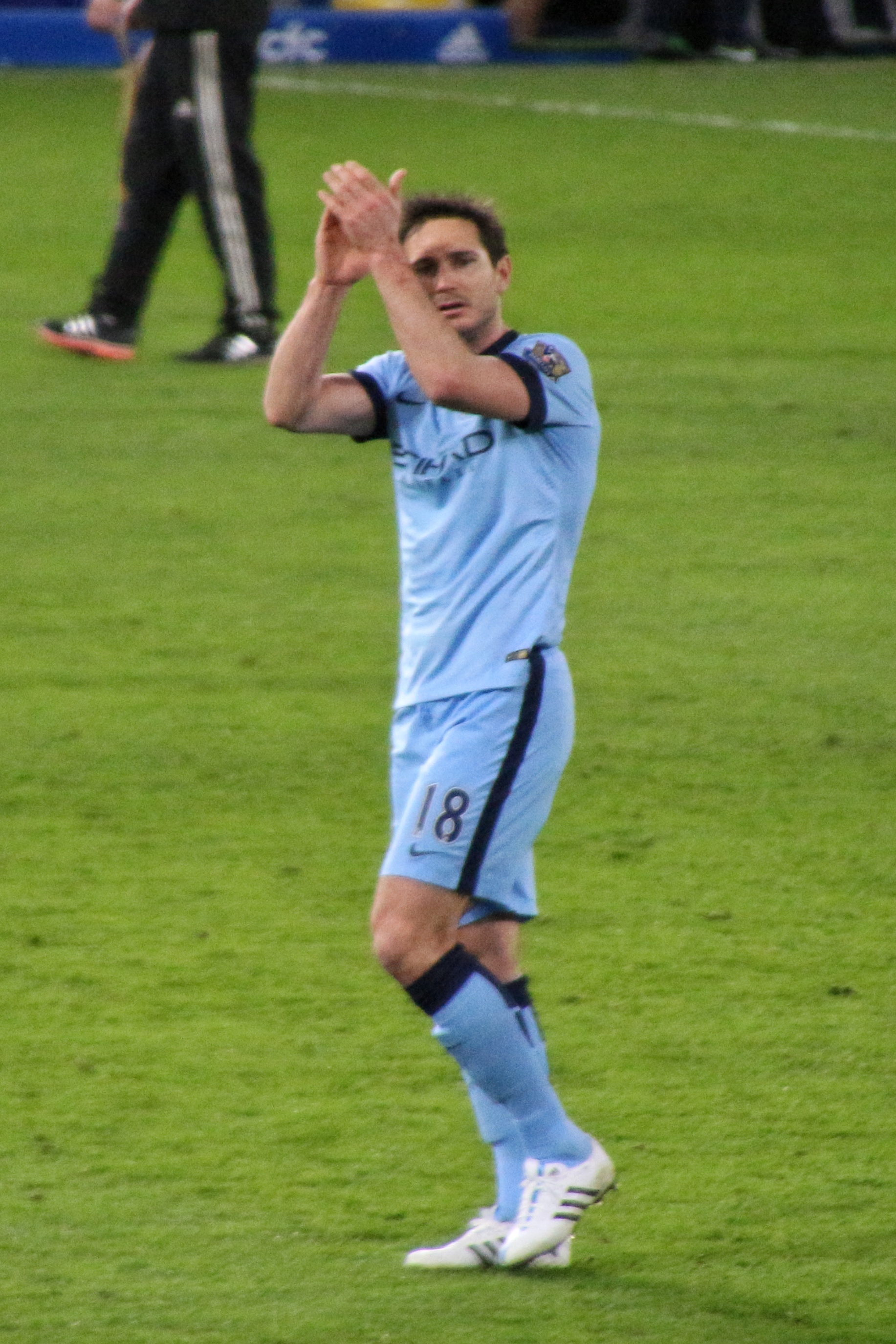
Lampard saluant les supporters lors de son retour à Stamford Bridge.

Le 24 juillet 2014, libre de tout contrat, Lampard rejoint New York City FC. L'annonce est effectuée au moyen d'une conférence de presse tenue à Brooklyn. Lampard est ainsi la quatrième recrue du club qui entre dans la Major League Soccer 2015, se joignant notamment aux internationaux David Villa et Andrea Pirlo. Le directeur des opérations du club, Claudio Reyna, le crédite d'être « l'un des meilleurs joueurs de l'histoire ». Lampard déclare : « En voyant la vision du club, j'y ai vu un vrai plan sur le long terme et je veux y participer en continuant à me défier moi-même ». Lampard est d'abord annoncé en prêt à Manchester City, codétenteur du NYCFC.
Il fait ses débuts dans le onze de départ de Manchester City face à Arsenal le 13 septembre 2014. Il reçoit un carton jaune avant d'être remplacé à la mi-temps. Il marque son premier but pour le club le 21 septembre 2014, d'une volée dans la surface de réparation, seulement sept minutes après être entré sur le terrain, afin d'égaliser à 1-1 face à Chelsea, son ancien club durant plus de dix ans. Ce but permet de mettre fin à la série de victoires de Chelsea, mais il ne le célèbre pas et le décrit comme un moment très émouvant. Le 13 décembre, il marque le seul but de la rencontre contre Leicester City (0-1), son 175e en Premier League et égale Thierry Henry à la quatrième place des meilleurs buteurs de la compétition. Le 31 janvier 2015, il fait son retour à Stamford Bridge lors d'un match nul 1-1 entre Manchester City et Chelsea. Lors de son entrée en jeu, il reçoit une ovation du public, et, à la fin du match, il entame un tour du terrain afin de saluer les supporters de Chelsea.
Le 31 décembre, un article de la BBC Sport dévoile que Lampard a signé en réalité uniquement un engagement avec le NYCFC, et qu'il est sous contrat avec Manchester City, devant signer un contrat avec le club américain une fois son séjour à Manchester terminé,. la nouvelle est mal prise par les supporters de New York City, le club étant accusé d'être malhonnête en utilisant Lampard à des fins de promotion. Le 9 janvier, Manchester City admet que Lampard n'a jamais signé un contrat de deux ans avec New York City mais signe en réalité une promesse de jouer pour le club,. Le même jour, Lampard confirme son envie de rejoindre le club américain à la fin de la saison en déclarant : « Lorsque j'ai été laissé libre par Chelsea la saison passée, j'ai signé un engagement de deux ans afin de jouer pour New York City dès le 1er janvier 2015. J'ai ensuite eu l'opportunité de m'entraîner et de faire partie de Manchester City afin de rester en bonne forme pour rejoindre New York. Cette période a depuis été prolongée par Manchester City mais je jouerai pour le NYCFC à la fin de cette saison 2014-2015 de Premier League ».
Le 10 janvier 2015, Lampard signe un contrat débutant le 1er juillet 2015 pour le New York City FC. Il joue ses premières minutes de MLS le 1er août 2015, remplaçant Andrew Jacobson à la 69e minute de jeu lors de la réception de l'Impact de Montréal (défaite 2-3). Il connait sa première titularisation neuf jours plus tard pour le derby new-yorkais face aux Red Bulls (défaite 2-0). Il inscrit son premier but avec le NYCFC en ouvrant le score lors de la réception de Toronto le 17 septembre 2015 pour une victoire 2 à 0. Il ouvre de nouveau le score dix jours plus tard en déplacement chez les Whitecaps de Vancouver (victoire 1-2) puis dès la première minute contre DC United (défaite 2-1) le 3 octobre 2015. La franchise ne se qualifiant pas pour les phases finales malgré son apport et celui d'Andrea Pirlo, il conclut ses deux premiers mois aux États-Unis avec dix apparitions dont neuf titularisations et trois buts.
Sa seconde saison au New York City FC est marquée par une blessure qui l'empêche de connaître un début de saison prolifique. De retour au mois de mai, il s'illustre par plusieurs passes décisives et des buts importants au cours de l'été et notamment un triplé contre les Rapids du Colorado. Ses performances s'inscrivent dans une dynamique favorable pour la franchise new-yorkaise qui accède alors pour la première fois aux séries éliminatoires de fin de saison en 2016 en terminant deuxième dans l'Est. Malgré tout, son équipe, qui fait face à l'élimination en séries après une première défaite à Toronto (2-0), s'incline de nouveau dans le Bronx par la marque de 5-0, mettant fin à sa saison. Peu après, le 14 novembre, son club annonce son départ de la franchise puisqu'il ne revient pas pour la saison 2017, il est alors libre de tout contrat. Le 2 février 2017, il annonce prendre sa retraite sportive.

### En équipe nationale (1999-2014)

#### Débuts en espoirs et en A (1997-2003)

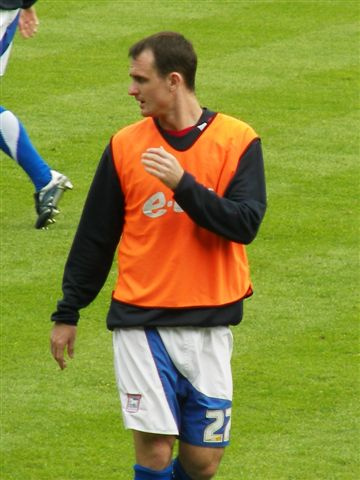
Lampard est le meilleur buteur des espoirs anglais derrière Jeffers (photo) et Shearer.

Lampard est sélectionné pour l'Angleterre pour plusieurs niveaux de jeunes avant de faire ses débuts pour les espoirs le 13 novembre 1997 lors d'un match face à la Grèce. Il joue pour les moins de 21 ans de novembre 1997 à juin 2000, marquant neuf buts en 19 sélections, un cap seulement dépassé par Alan Shearer et Francis Jeffers,.
Il est appelé une fois en équipe d'Angleterre B, afin de jouer un match amical et une défaite 2-1 face au Chili le 10 février 1998.
Frank Lampard obtient sa première sélection en équipe d'Angleterre A le 10 octobre 1999 lors d'un match amical gagné 2-1 face à la Belgique. Il se distingue ce jour-là en délivrant une passe décisive pour Alan Shearer sur l'ouverture du score.
Lampard marque son premier but pour l'Angleterre le 20 août 2003 d'une frappe lointaine, alors que son pays gagne 3 à 1 contre la Croatie.

#### Titulaire sans résultat (2004-2010)
Dans un groupe de qualifications pour l'Euro 2004 comprenant la Turquie, la Slovaquie, la Macédoine et le Liechtenstein, l'Angleterre se qualifie en obtenant la première position et en restant invaincue. Après avoir été laissé de côté pour l'Euro 2000 et la Coupe du monde 2002, il est sélectionné pour jouer l'Euro 2004, sa première compétition internationale. Pour le premier match du championnat d'Europe, l'Angleterre perd dans les arrêts de jeu. Lampard ouvre le score de la tête contre la France mais Zinédine Zidane inscrit un doublé dans les dernières minutes et l'Angleterre s'incline donc 1-2. L'équipe se reprend vite contre la Suisse 3-0 et la Croatie 4-2. C'est d'ailleurs lors de ce dernier match que Lampard marque son deuxième but dans la compétition. Malgré un jeu convaincant et une belle résistance, l'Angleterre est éliminée en quart de finale aux tirs au but après un match nul 2-2 face au Portugal. Durant cette rencontre, Lampard marque son troisième but du tournoi. Au total, Lampard marque trois buts en quatre matchs. À l'issue de la compétition, il est nommé dans l'équipe du tournoi par l'UEFA. 
Lors de la phase qualificative de la Coupe du monde 2006, il finit meilleur buteur de l'Angleterre avec cinq buts. L'Angleterre termine première devant la Pologne et se qualifie. L'Angleterre passe aisément le premier tour, terminant première du groupe avec un 1-0 contre le Paraguay, un 2-0 contre Trinité-et-Tobago et un 2-2 contre la Suède. Elle remporte par la suite son huitième de finale contre l'Équateur 1-0. Malgré le fait qu'il participe à tous les matchs de l'équipe d'Angleterre durant la Coupe du monde 2006, Lampard ne marque pas un seul but et son équipe se fait éliminer en quart de finale par le Portugal alors qu'il rate son penalty lors de la séance de tirs au but.
L'Angleterre est éliminée lors des éliminatoires pour l'Euro 2008 en perdant ses deux derniers matchs décisifs, alors qu'il ne lui manque qu'un seul point,. C'est la première fois depuis la Coupe du monde 1994 que l'Angleterre est absente d'une grande compétition internationale. Son précédent échec dans les qualifications à un Championnat d'Europe de football remonte à celles de l'Euro 1984, alors que la phase finale ne retenait que huit qualifiés à l'époque.

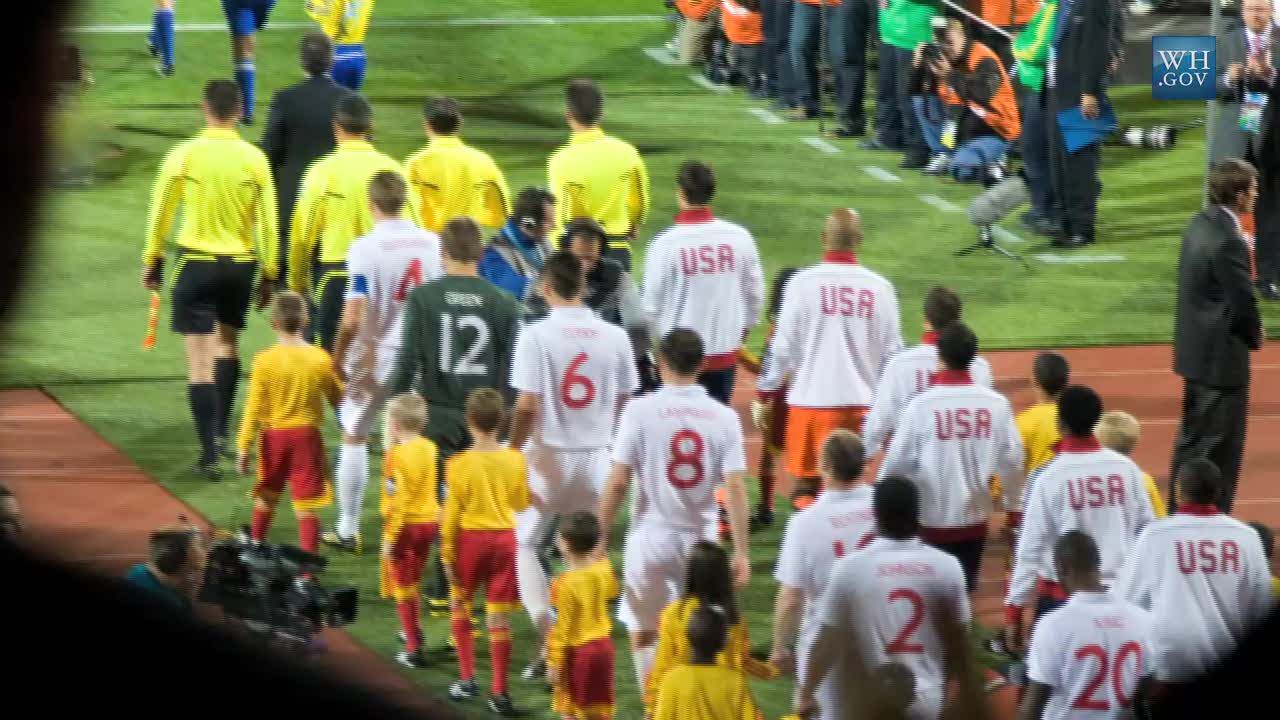
Lampard (n°8) et sa sélection au Mondial 2010.

Lors des huitièmes de finale de la Coupe du monde 2010 contre les rivaux allemands, Lampard voit un de ses tirs toucher la barre transversale avant de rebondir sur la ligne du but et de ressortir. Grâce aux ralentis télévisés, il est clair que le ballon franchit intégralement la ligne de but. Avec ce but, les Anglais seraient revenus à 2 à 2. En deuxième mi-temps, une nouvelle frappe de Lampard touche la barre avec un coup franc de 30 mètres. L'Angleterre perd 4-1 et est éliminée du tournoi. Alors que l'Angleterre quitte la Coupe du monde, Lampard bat le record de tirs sans marquer, ayant eu 37 tentatives sans transformation en une édition, plus que n'importe quel joueur depuis l'édition 1966.

#### Vice-capitaine en jouant moins (2010-2014)

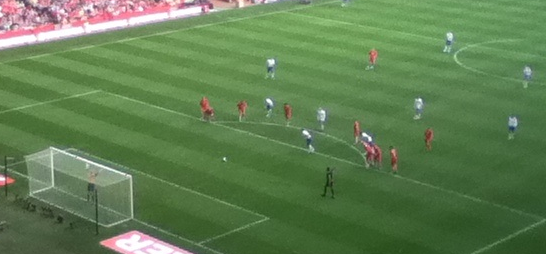
Lampard tirant un penalty lors des éliminatoires pour l'Euro 2012 face au Pays de Galles en mars 2011.

Le 8 février 2011, Lampard est annoncé comme capitaine pour un match amical face au Danemark le jour suivant après que Rio Ferdinand et Steven Gerrard soient tous les deux absents pour blessures. Durant la phase de qualification pour l'Euro 2012, Lampard marque deux buts pour l'Angleterre, tous les deux des penaltys. Le premier face au Pays de Galles (2-0), et le second contre la Suisse (2-2), faisant de Lampard le tireur de penalty le plus prolifique de l'histoire de l'équipe d'Angleterre avec neuf buts, surpassant les précédents détenteurs du record Ron Flowers et Alan Shearer,. Le 31 mai 2012, il doit céder sa place pour l'Euro 2012 à Jordan Henderson à cause d'une blessure à la cuisse.

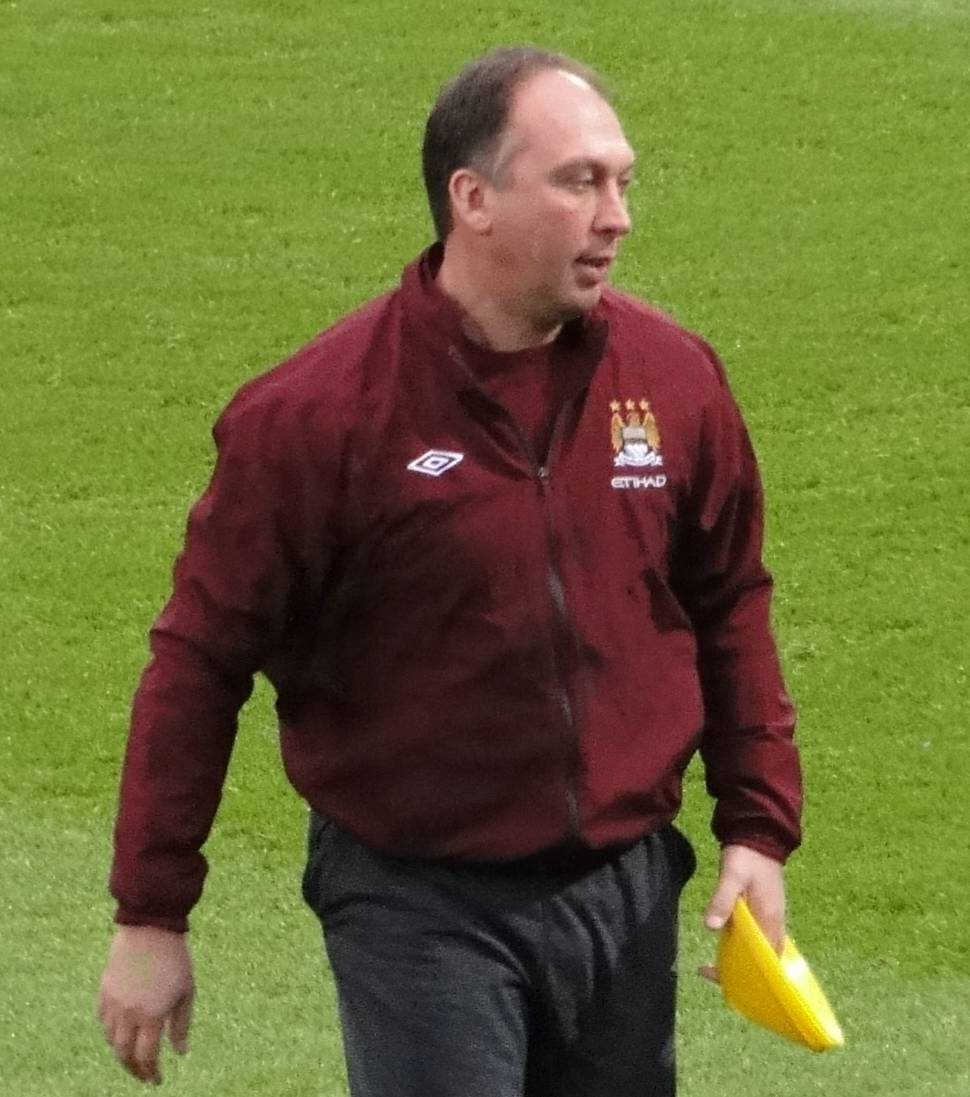
Lampard est le milieu marquant le plus de but en A, dépassant Platt (ici en 2010).

Lampard commence la phase de qualification pour la Coupe du monde 2014 comme titulaire lors de la victoire 5 à 0 face à la Moldavie. Il marque ses 24 et 25e buts en équipe nationale. Le 22 mars 2013, Lampard dépasse David Platt en tant que meilleur buteur au poste de milieu de terrain avec l'Angleterre en marquant son 28e but lors de la victoire 8 à 0 face à Saint-Marin. Lampard devient le huitième joueur anglais à atteindre la barre des 100 matchs joués lors d'un match de qualification pour la Coupe du monde 2014 face à l'Ukraine, le 10 septembre 2013. Roy Hodgson réussit à qualifier son équipe pour la Coupe du monde 2014 au Brésil en terminant premier de son groupe.
Le 12 mai 2014, Lampard est sélectionné dans les 23 joueurs de l'équipe d'Angleterre à la Coupe du monde 2014 et est nommé vice-capitaine une semaine plus tard,. L'Angleterre dispute sa quatorzième Coupe du monde et affronte au premier tour l'Uruguay, l'Italie et le Costa Rica dans un groupe comprenant trois anciens champions du monde. Les Anglais commencent le tournoi contre l'Italie. Égalisant par Daniel Sturridge juste après un but italien, ils perdent finalement sur le score de 2-1. Le scénario du deuxième match est similaire pour les Anglais puisque, après avoir encaissé le premier but, ils égalisent par Wayne Rooney mais perdent à nouveau par deux buts à un. Le succès costaricien face à l'Italie élimine l'Angleterre après deux matchs. Le score du troisième et dernier match, joué face au Costa Rica, reste nul et vierge. L'Angleterre avec Lampard comme capitaine termine ainsi dernière du groupe avec un point,. C'est la première fois depuis 1958 que les Three Lions sont éliminés au premier tour d'une Coupe du monde, et c'est la première fois de l'histoire que cela arrive après deux matchs.
À la suite de la compétition, et après son départ pour le New York City FC, il annonce le 26 août 2014 qu'il prend sa retraite internationale.

## Style de jeu: box-to-box buteur

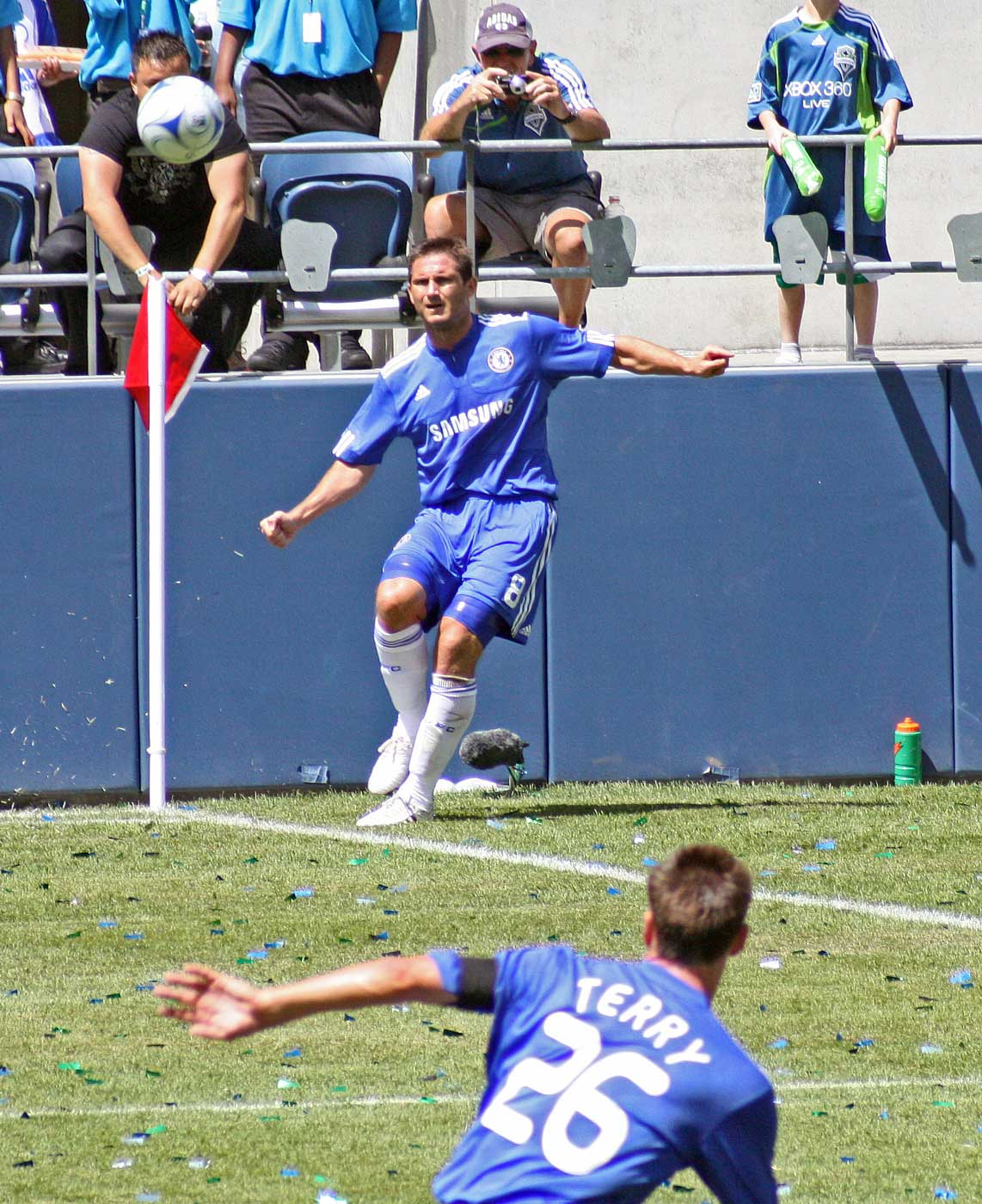
Lampard tirant un corner.

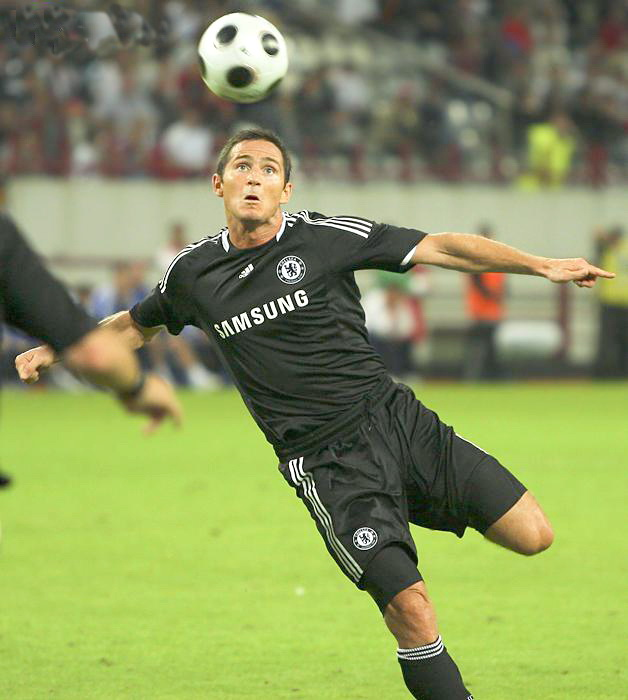
Lampard tentant une reprise de volée.

Lampard est considéré par bon nombre de journalistes, spécialistes, entraîneurs et coéquipiers comme un des meilleurs milieux de terrain de sa génération,,,,, et comme le meilleur joueur de l'histoire de Chelsea,.
Frank Lampard est un milieu "box to box" (milieu relayeur) complet et polyvalent qui est capable de jouer à n'importe quel poste dans l'axe du milieu de terrain de son équipe. Il évolue en tant que milieu central, milieu défensif, milieu offensif et même en tant qu'attaquant de soutien à quelques occasions.
Joueur travailleur doté d'une bonne endurance et habilité à lire le jeu, Lampard est aussi capable de faire preuve de créativité grâce à sa technique, sa vision et son large éventail de passes. En addition à ses rôles de milieu créatif et défensif, Lampard possède aussi un talent de buteur grâce à son habilité à faire des courses en avant et à placer des frappes lointaines. Ces attributs lui ont permis de garder une moyenne de buts marqués élevée durant toute sa carrière, et ce malgré son placement bas sur le terrain. Lampard est aussi un très bon tireur de coups de pied arrêtés et toutes ses qualités offensives lui ont permis de devenir le meilleur buteur de l'histoire de Chelsea en jouant milieu de terrain,.

## Carrière d'entraîneur

### 2018-2019: Débuts à Derby County
Reconverti entraîneur, Frank Lampard obtient son premier poste en étant nommé entraîneur de Derby County le 31 mai 2018
.
Il emmène avec lui pour intégrer son staff l'ancien entraîneur U18 de Chelsea Jody Morris ainsi que l'ancien gardien irlandais Shay Given.
Son premier match en charge se solde par une victoire in extremis face à  Reading 2-1.
Le 25 septembre 2018, il réalise sa première grosse performance d'entraîneur en éliminant le Manchester United de son ex-mentor José Mourinho, lors d'un déplacement à Old Trafford en seizièmes de finale de la Coupe de la Ligue. Au tour suivant, il revient à Stamford Bridge contre son ancien club de Chelsea (élimination 3-2),.
À l'issue de cette première saison chez les Rams, Lampard et ses joueurs terminent  à la sixième place de la phase classique du championnat ce qui les qualifie pour les playoffs.
En demi-finale, Derby retrouve le Leeds United de l'argentin Marcelo Bielsa, envers qui Lampard s'était montré très critique après que ce dernier eut envoyé un de ses adjoints espionner la séance d'entraînement de Derby avant une rencontre entre les deux clubs en janvier 2019.
Le match aller au Pride Park se solde par une victoire logique de Leeds 1-0.
Dos au mur, Derby réalise pourtant un véritable exploit lors du match retour à Elland Road en parvenant, contre toute attente à s'imposer 4-2 et à se qualifier pour la finale des playoffs à Wembley.
Le 27 mai 2019, Derby perd toutefois cette rencontre cruciale pour la montée 2-1 face à Aston Villa.

### 2019-2021: Retour au Chelsea FC

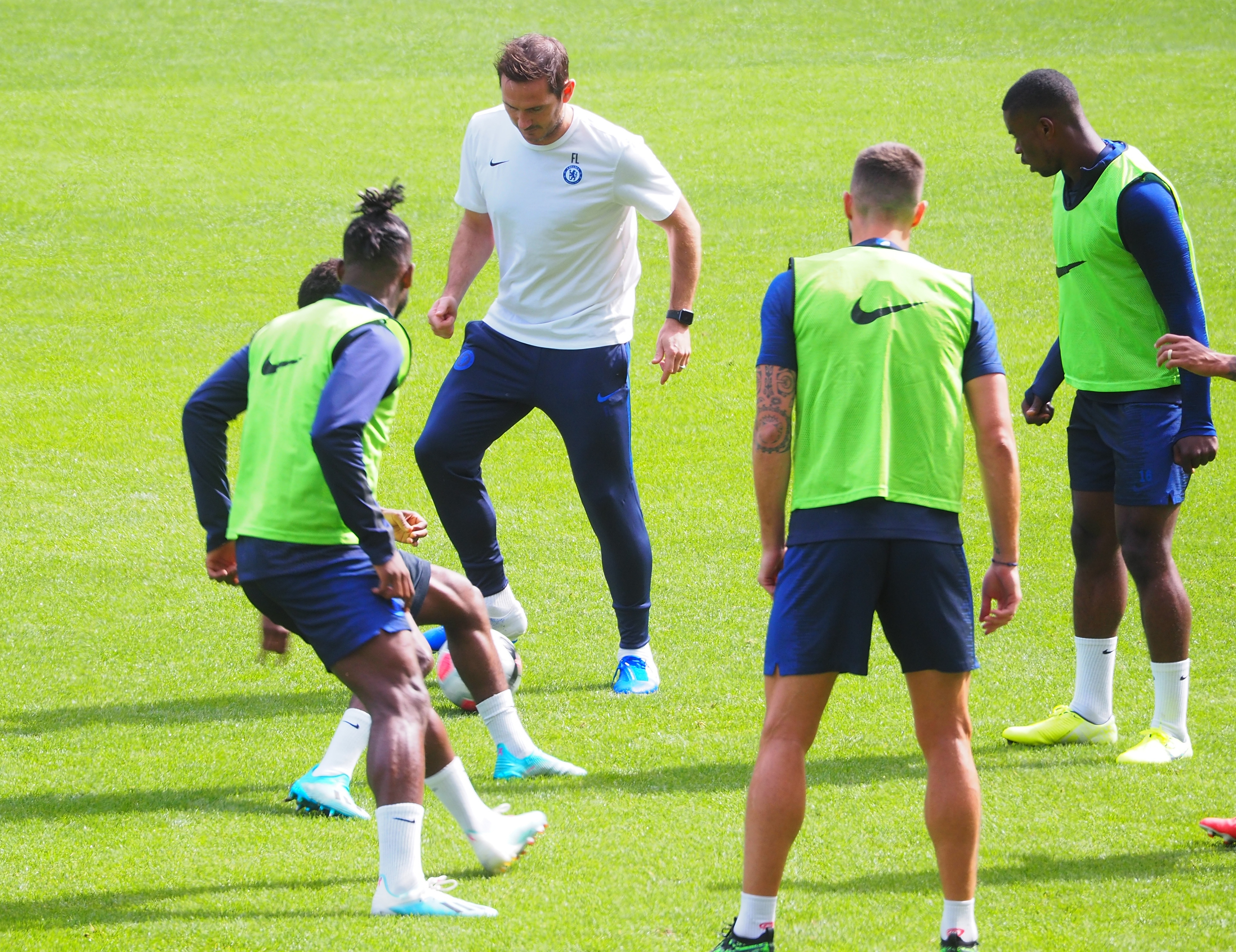
Lampard à l'entrainement avec ses joueurs en 2019.

Le 4 juillet 2019, Frank Lampard est nommé nouvel entraîneur de Chelsea en remplacement de Maurizio Sarri, parti à la Juventus. Il y signe un contrat portant sur 3 saisons. Confronté à l'interdiction de recrutement qui frappe les Blues et au départ d'Eden Hazard, Lampard décide de se pencher vers les jeunes joueurs de l'académie du club afin de renouveler un effectif vieillissant. Ainsi, il offre leur chance en équipe première à des joueurs comme Mason Mount, Tammy Abraham, Reece James ou encore Billy Gilmour. Pour le premier match de compétition de Lampard avec Chelsea, le 11 août 2019, le club perd 4-0 face à Manchester United, le jour de l'ouverture de la saison de Premier League 2019-2020. Il s'agit de la plus lourde défaite d'un manager de Chelsea lors de son premier match depuis que l'équipe de Danny Blanchflower a été battue 7-2 par le Middlesbrough FC en décembre 1978. Quelques jours plus tard, Chelsea s'incline en Supercoupe de l'UEFA contre Liverpool aux tirs au but mais en livrant une prestation plus que convaincante, notamment saluée par Pep Guardiola. Après un début de saison poussif, Chelsea enchaine les bons résultats à partir du mois de septembre et se retrouve rapidement dans le top 4, l'objectif du club en début de saison. Lampard remporte le titre de manager du mois de Premier League en octobre 2019, remportant 100% des matchs disputés dans la ligue lors de cette période. Il réussit également à qualifier Chelsea pour les huitièmes de finale de la Ligue des champions en terminant deuxième derrière Valence mais devant l'Ajax Amsterdamn, pourtant demi-finaliste durant l'édition précédente.
En mars 2020, le championnat anglais est arrêté en raison de la Pandémie de Covid-19 qui sévit en Europe, ce qui stoppe la bonne série de Chelsea, qui venait d'éliminer Liverpool en FA Cup et de battre sèchement Everton 4-0 en championnat, pour consolider sa place parmi les quatre premiers du classement. Le football reprend finalement en juin et malgré une légère baisse de forme, Chelsea réussi à conserver sa place au sein du top 4 et s'assure ainsi la qualification pour l'édition 2021-2022 de la Ligue des Champions. Parallèlement, les Blues atteignent la finale de la Coupe d'Angleterre en éliminant successivement Leicester City en quart de finale et Manchester United à l'occasion des demis. Cependant, Chelsea s'incline 2 buts à 1 en finale face à Arsenal. Le club s'incline également en huitième de finale de la Ligue des Champions 7-1 sur l'ensemble des deux matchs contre le Bayern Munich, futur vainqueur de la compétition. Malgré ces deux revers, le sentiment général est que Lampard a brillament réussi sa première saison sur le banc de Chelsea, dans des circonstances tout à fait exceptionnelles.
Durant l'été, le club décide de sortir le chéquier afin de rejouer le titre en championnat et les premiers rôles en Europe. Arrivent ainsi à Londres Hakim Ziyech, Timo Werner, Ben Chilwell, Kai Havertz, Édouard Mendy et Thiago Silva. Après un début de saison très positif, qui voit Chelsea solidement installé dans le wagon de tête en championnat, et un début de campagne européenne remarquable, les mauvais résultats commencent à s'enchainer à partir du mois de décembre. Toujours contrainte de jouer ses matchs à huis clos en raison de la pandémie, l'équipe semble avoir perdu le supplément d'âme qui la caractérisait lors de la première saison de Lampard.
Le 25 janvier 2021, il est finalement limogé alors que le club se trouve neuvième, à cinq points du top 4.

### 2022-2023: Rebond au Everton FC
Le 31 janvier 2022, un peu plus d'un an après son départ de Chelsea, Lampard signe un contrat de deux ans et demi et devient l'entraineur d'Everton, en remplacement de Rafael Benítez.
Lampard commence sur le banc d'Everton avec une victoire, le 5 février 2022, lors d'une rencontre de coupe d'Angleterre face au Brentford FC (4-1 score final).
Il est démis de ses fonctions le 23 janvier 2023, alors que les Toffees sont classés 19ème de Premier League à la suite d'une première partie de saison catastrophique.

### 2023: Second retour à Chelsea
Le 6 avril 2023, il s'engage jusqu'à la fin de la saison en tant qu'entraineur intérimaire au Chelsea FC. Il y restera moins de deux mois car Chelsea signe sa pire saison au 21e siècle, Frank Lampard remportant une maigre victoire en treize matchs et le club finissant 12e de Première ligue.

### 2024: Coventry City
Le 28 novembre 2024, il s'engage avec Coventry City, en deuxième division anglaise.
Lampard mène le club à une cinquième place de Championship durant cette saison 2024-2025, accédant ainsi aux barrages de promotion. Mais son équipe, battue par le Sunderland AFC en demi-finale des play-offs, échoue dans son objectif de montée.

### Style de jeu
Lampard, bien que jeune dans la profession, se décrit comme étant un entraîneur adaptable, préférant ne pas s'enfermer dans un seul système de jeu. Il demande de l'intensité de la part de ses joueurs et veut voir son équipe être agressive sur le terrain tout en pratiquant un football offensif et attirant.

## Statistiques

### En club
| Saison                | Club                  | Championnat           | Championnat | Championnat | Championnat | Coupe nationale | Coupe nationale | Coupe nationale | Coupe de la Ligue | Coupe de la Ligue | Coupe de la Ligue | Supercoupe | Supercoupe | Supercoupe | Compétition(s) continentale(s) | Compétition(s) continentale(s) | Compétition(s) continentale(s) | Compétition(s) continentale(s) | Supercoupe de l'UEFA | Supercoupe de l'UEFA | Supercoupe de l'UEFA | Coupe du monde des clubs | Coupe du monde des clubs | Coupe du monde des clubs | Angleterre | Angleterre | Angleterre | Total | Total | Total |
| Saison                | Club                  | Division              | M.          | B.          | P.d.        | M.              | B.              | P.d.            | M.                | B.                | P.d.              | M.         | B.         | P.d.       | Comp.                          | M.                             | B.                             | P.d.                           | M.                   | B.                   | P.d.                 | M.                       | B.                       | P.d.                     | M.         | B.         | P.d.       | M.    | B.    | P.d.  |
| 1995-1996             | West Ham United       | P.League              | 2           | 0           | 0           | -               | -               | -               | -                 | -                 | -                 | -          | -          | -          | -                              | -                              | -                              | -                              | -                    | -                    | -                    | -                        | -                        | -                        | -          | -          | -          | 2     | 0     | 0     |
| 1996-1997             | West Ham United       | P.League              | 15          | 0           | 1           | 1               | 0               | -               | 2                 | -                 | -                 | -          | -          | -          | -                              | -                              | -                              | -                              | -                    | -                    | -                    | -                        | -                        | -                        | -          | -          | -          | 18    | 0     | 1     |
| 1997-1998             | West Ham United       | P.League              | 31          | 5           | 3           | 6               | 1               | -               | 5                 | 4                 | -                 | -          | -          | -          | -                              | -                              | -                              | -                              | -                    | -                    | -                    | -                        | -                        | -                        | -          | -          | -          | 42    | 10    | 3     |
| 1998-1999             | West Ham United       | P.League              | 38          | 5           | 5           | 1               | 0               | -               | 2                 | 1                 | -                 | -          | -          | -          | -                              | -                              | -                              | -                              | -                    | -                    | -                    | -                        | -                        | -                        | -          | -          | -          | 41    | 6     | 5     |
| 1999-2000             | West Ham United       | P.League              | 34          | 7           | 3           | 1               | 0               | -               | 4                 | 3                 | -                 | -          | -          | -          | C3                             | 10                             | 4                              | 1                              | -                    | -                    | -                    | -                        | -                        | -                        | 1          | 0          | 1          | 50    | 14    | 5     |
| 2000-2001             | West Ham United       | P.League              | 30          | 7           | 2           | 4               | 1               | 1               | 3                 | 1                 | -                 | -          | -          | -          | -                              | -                              | -                              | -                              | -                    | -                    | -                    | -                        | -                        | -                        | 1          | 0          | 1          | 38    | 9     | 4     |
| Sous-total            | Sous-total            | Sous-total            | 150         | 24          | 13          | 12              | 2               | 1               | 16                | 9                 | -                 | -          | -          | -          | -                              | 10                             | 4                              | 1                              | -                    | -                    | -                    | -                        | -                        | -                        | 2          | 0          | 2          | 190   | 39    | 17    |
| 1995-1996             | Swansea (prêt)        | Championship          | 9           | 1           | 0           | -               | -               | -               | -                 | -                 | -                 | -          | -          | -          | -                              | -                              | -                              | -                              | -                    | -                    | -                    | -                        | -                        | -                        | -          | -          | -          | 9     | 1     | 0     |
| Sous-total            | Sous-total            | Sous-total            | 9           | 1           | 0           | -               | -               | -               | -                 | -                 | -                 | -          | -          | -          | -                              | -                              | -                              | -                              | -                    | -                    | -                    | -                        | -                        | -                        | -          | -          | -          | 9     | 1     | 0     |
| 2001-2002             | Chelsea FC            | P.League              | 37          | 5           | 3           | 8               | 1               | -               | 4                 | -                 | -                 | -          | -          | -          | C3                             | 4                              | 1                              | 0                              | -                    | -                    | -                    | -                        | -                        | -                        | 5          | 0          | 0          | 58    | 7     | 3     |
| 2002-2003             | Chelsea FC            | P.League              | 38          | 6           | 4           | 5               | 1               | -               | 3                 | -                 | -                 | -          | -          | -          | C3                             | 2                              | 1                              | 0                              | -                    | -                    | -                    | -                        | -                        | -                        | 4          | 0          | 1          | 52    | 8     | 5     |
| 2003-2004             | Chelsea FC            | P.League              | 38          | 10          | 6           | 4               | 1               | -               | 2                 | -                 | -                 | -          | -          | -          | C1                             | 14                             | 4                              | 1                              | -                    | -                    | -                    | -                        | -                        | -                        | 12         | 5          | 0          | 70    | 20    | 7     |
| 2004-2005             | Chelsea FC            | P.League              | 38          | 13          | 18          | 2               | 0               | 1               | 6                 | 2                 | -                 | -          | -          | -          | C1                             | 12                             | 4                              | 3                              | -                    | -                    | -                    | -                        | -                        | -                        | 9          | 3          | 2          | 67    | 22    | 24    |
| 2005-2006             | Chelsea FC            | P.League              | 35          | 16          | 8           | 5               | 2               | 1               | 1                 | 0                 | -                 | 1          | 0          | 0          | C1                             | 8                              | 2                              | 1                              | -                    | -                    | -                    | -                        | -                        | -                        | 13         | 3          | 0          | 63    | 23    | 10    |
| 2006-2007             | Chelsea FC            | P.League              | 37          | 11          | 10          | 7               | 6               | 2               | 6                 | 3                 | 1                 | 1          | 0          | 1          | C1                             | 11                             | 1                              | 2                              | -                    | -                    | -                    | -                        | -                        | -                        | 10         | 1          | 2          | 72    | 22    | 18    |
| 2007-2008             | Chelsea FC            | P.League              | 24          | 10          | 9           | 1               | 2               | 1               | 3                 | 4                 | -                 | 1          | 0          | 0          | C1                             | 11                             | 4                              | 2                              | -                    | -                    | -                    | -                        | -                        | -                        | 6          | 2          | 0          | 46    | 22    | 12    |
| 2008-2009             | Chelsea FC            | P.League              | 37          | 12          | 10          | 7               | 3               | 3               | 2                 | 2                 | 1                 | -          | -          | -          | C1                             | 11                             | 3                              | 5                              | -                    | -                    | -                    | -                        | -                        | -                        | 10         | 3          | 2          | 67    | 23    | 21    |
| 2009-2010             | Chelsea FC            | P.League              | 36          | 22          | 14          | 6               | 3               | 1               | 1                 | 0                 | -                 | 1          | 1          | 0          | C1                             | 7                              | 1                              | 1                              | -                    | -                    | -                    | -                        | -                        | -                        | 11         | 3          | 1          | 62    | 30    | 17    |
| 2010-2011             | Chelsea FC            | P.League              | 24          | 10          | 2           | 3               | 3               | 2               | -                 | -                 | -                 | 1          | 0          | 0          | C1                             | 4                              | 0                              | 1                              | -                    | -                    | -                    | -                        | -                        | -                        | 4          | 2          | 0          | 36    | 15    | 5     |
| 2011-2012             | Chelsea FC            | P.League              | 30          | 11          | 5           | 5               | 2               | 2               | 2                 | 0                 | -                 | -          | -          | -          | C1                             | 12                             | 3                              | 3                              | -                    | -                    | -                    | -                        | -                        | -                        | 4          | 1          | 0          | 53    | 17    | 10    |
| 2012-2013             | Chelsea FC            | P.League              | 29          | 15          | 1           | 4               | 2               | -               | 3                 | 0                 | 1                 | 1          | 0          | 0          | C1+C3                          | 3+7                            | 0+0                            | 1+4                            | 1                    | 0                    | 0                    | 2                        | 0                        | 0                        | 7          | 6          | 1          | 57    | 23    | 8     |
| 2013-2014             | Chelsea FC            | P.League              | 26          | 6           | 3           | 1               | 0               | 0               | 1                 | 1                 | -                 | -          | -          | -          | C1                             | 11                             | 1                              | 2                              | 1                    | 0                    | 0                    | -                        | -                        | -                        | 9          | 0          | 1          | 49    | 8     | 6     |
| Sous-total            | Sous-total            | Sous-total            | 429         | 147         | 93          | 58              | 24              | 13              | 34                | 12                | 3                 | 6          | 1          | 1          | -                              | 117                            | 25                             | 26                             | 2                    | 0                    | 0                    | 2                        | 0                        | 0                        | 104        | 29         | 10         | 752   | 238   | 146   |
| 2014-2015             | Manchester City       | P.League              | 32          | 6           | 1           | 2               | 0               | 0               | 1                 | 2                 | 1                 | -          | -          | -          | C1                             | 3                              | 0                              | 0                              | -                    | -                    | -                    | -                        | -                        | -                        | -          | -          | -          | 38    | 8     | 2     |
| Sous-total            | Sous-total            | Sous-total            | 32          | 6           | 1           | 2               | 0               | 0               | 1                 | 2                 | 1                 | -          | -          | -          | -                              | 3                              | 0                              | 0                              | -                    | -                    | -                    | -                        | -                        | -                        | -          | -          | -          | 38    | 8     | 2     |
| 2015                  | New York City FC      | MLS                   | 10          | 3           | 1           | -               | -               | -               | -                 | -                 | -                 | -          | -          | -          | -                              | -                              | -                              | -                              | -                    | -                    | -                    | -                        | -                        | -                        | -          | -          | -          | 10    | 3     | 1     |
| 2016                  | New York City FC      | MLS                   | 19          | 12          | 2           | 2               | 0               | 0               | -                 | -                 | -                 | -          | -          | -          | -                              | -                              | -                              | -                              | -                    | -                    | -                    | -                        | -                        | -                        | -          | -          | -          | 21    | 12    | 2     |
| Sous-total            | Sous-total            | Sous-total            | 29          | 15          | 3           | 2               | 0               | 0               | -                 | -                 | -                 | -          | -          | -          | -                              | -                              | -                              | -                              | -                    | -                    | -                    | -                        | -                        | -                        | -          | -          | -          | 31    | 15    | 3     |
| Total sur la carrière | Total sur la carrière | Total sur la carrière | 649         | 193         | 111         | 75              | 28              | 14              | 51                | 23                | 4                 | 6          | 1          | 1          | -                              | 130                            | 29                             | 27                             | 2                    | 0                    | 0                    | 2                        | 0                        | 0                        | 106        | 29         | 12         | 1021  | 303   | 169   |

Note : L'UEFA recense officiellement les passes décisives en compétition européenne depuis la saison 2001-2002.

### En sélection
| Buts internationaux de Frank Lampard | Buts internationaux de Frank Lampard | Buts internationaux de Frank Lampard | Buts internationaux de Frank Lampard | Buts internationaux de Frank Lampard | Buts internationaux de Frank Lampard | Buts internationaux de Frank Lampard |
| But                                  | Date                                 | Lieu                                 | Adversaire                           | Score                                | Compétition                          |                                      |
| ------------------------------------ | ------------------------------------ | ------------------------------------ | ------------------------------------ | ------------------------------------ | ------------------------------------ | ------------------------------------ |
| 1                                    | 20 août 2003                         | Portman Road, Ipswich                | Croatie                              | 3-1                                  | Match amical                         |                                      |
| 2                                    | 5 juin 2004                          | City of Manchester Stadium           | Islande                              | 6-1                                  | Match amical                         |                                      |
| 3                                    | 13 juin 2004                         | Estádio da Luz, Lisbonne             | France                               | 1-2                                  | Euro 2004                            |                                      |
| 4                                    | 21 juin 2004                         | Estádio da Luz, Lisbonne             | Croatie                              | 4-2                                  | Euro 2004                            |                                      |
| 5                                    | 24 juin 2004                         | Estádio da Luz, Lisbonne             | Portugal                             | 2-2 a.p. , 5-6 t.a.b.                | Euro 2004                            |                                      |
| 6                                    | 4 septembre 2004                     | Ernst Happel Stadion, Vienne         | Autriche                             | 2-2                                  | Qualifications Coupe du monde 2006   |                                      |
| 7                                    | 9 octobre 2004                       | Old Trafford, Manchester             | Pays de Galles                       | 2-0                                  | Qualifications Coupe du monde 2006   |                                      |
| 8                                    | 26 mars 2005                         | Old Trafford, Manchester             | Irlande du Nord                      | 4-0                                  | Qualifications Coupe du monde 2006   |                                      |
| 9                                    | 8 octobre 2005                       | Old Trafford, Manchester             | Autriche                             | 1-0                                  | Qualifications Coupe du monde 2006   |                                      |
| 10                                   | 12 octobre 2005                      | Old Trafford, Manchester             | Pologne                              | 2-1                                  | Qualifications Coupe du monde 2006   |                                      |
| 11                                   | 3 juin 2006                          | Old Trafford, Manchester             | Jamaïque                             | 6-0                                  | Match amical                         |                                      |
| 12                                   | 16 août 2006                         | Old Trafford, Manchester             | Grèce                                | 4-0                                  | Match amical                         |                                      |
| 13                                   | 22 août 2007                         | Wembley Stadium, Londres             | Allemagne                            | 1-2                                  | Match amical                         |                                      |
| 14                                   | 21 novembre 2007                     | Wembley Stadium, Londres             | Croatie                              | 2-3                                  | Qualifications Euro 2008             |                                      |
| 15                                   | 28 mars 2009                         | Wembley Stadium, Londres             | Slovaquie                            | 4-0                                  | Match amical                         |                                      |
| 16                                   | 6 juin 2009                          | Almaty Central Stadium, Almaty       | Kazakhstan                           | 4-0                                  | Qualifications Coupe du monde 2010   |                                      |
| 17                                   | 10 juin 2009                         | Wembley Stadium, Londres             | Andorre                              | 6-0                                  | Qualifications Coupe du monde 2010   |                                      |
| 18                                   | 5 septembre 2009                     | Wembley Stadium, Londres             | Slovénie                             | 2-1                                  | Match amical                         |                                      |
| 19                                   | 9 septembre 2009                     | Wembley Stadium, Londres             | Croatie                              | 5-1                                  | Qualifications Coupe du monde 2010   |                                      |
| 20                                   | 9 septembre 2009                     | Wembley Stadium, Londres             | Croatie                              | 5-1                                  | Qualifications Coupe du monde 2010   |                                      |
| 21                                   | 26 mars 2011                         | Millennium Stadium, Cardiff          | Pays de Galles                       | 2-0                                  | Qualifications Euro 2012             |                                      |
| 22                                   | 4 juin 2011                          | Wembley Stadium, Londres             | Suisse                               | 2-2                                  | Qualifications Euro 2012             |                                      |
| 23                                   | 12 novembre 2011                     | Wembley Stadium, Londres             | Espagne                              | 1-0                                  | Match amical                         |                                      |
| 24                                   | 7 septembre 2012                     | Stade Zimbru, Chișinău               | Moldavie                             | 0-5                                  | Qualifications Coupe du monde 2014   |                                      |
| 25                                   | 7 septembre 2012                     | Stade Zimbru, Chișinău               | Moldavie                             | 0-5                                  | Qualifications Coupe du monde 2014   |                                      |
| 26                                   | 11 septembre 2012                    | Wembley Stadium, Londres             | Ukraine                              | 1-1                                  | Qualifications Coupe du monde 2014   |                                      |
| 27                                   | 6 février 2013                       | Wembley Stadium, Londres             | Brésil                               | 2-1                                  | Match amical                         |                                      |
| 28                                   | 22 mars 2013                         | Saint Marin, Saint Marin             | Saint-Marin                          | 0-8                                  | Qualifications Coupe du monde 2014   |                                      |
| 29                                   | 29 mai 2013                          | Wembley Stadium, Londres             | République d'Irlande                 | 1-1                                  | Match amical                         |                                      |

### Statistiques d'entraîneur
Ce tableau présente les statistiques en carrière d'entraîneur de Frank Lampard (à jour au 24 novembre 2020).
| Statistiques par saison d'entraîneur de Frank Lampard | Statistiques par saison d'entraîneur de Frank Lampard | Statistiques par saison d'entraîneur de Frank Lampard | Statistiques par saison d'entraîneur de Frank Lampard | Statistiques par saison d'entraîneur de Frank Lampard | Statistiques par saison d'entraîneur de Frank Lampard | Statistiques par saison d'entraîneur de Frank Lampard | Statistiques par saison d'entraîneur de Frank Lampard | Statistiques par saison d'entraîneur de Frank Lampard | Statistiques par saison d'entraîneur de Frank Lampard | Statistiques par saison d'entraîneur de Frank Lampard | Statistiques par saison d'entraîneur de Frank Lampard | Statistiques par saison d'entraîneur de Frank Lampard | Statistiques par saison d'entraîneur de Frank Lampard | Statistiques par saison d'entraîneur de Frank Lampard | Statistiques par saison d'entraîneur de Frank Lampard | Statistiques par saison d'entraîneur de Frank Lampard | Statistiques par saison d'entraîneur de Frank Lampard | Statistiques par saison d'entraîneur de Frank Lampard | Statistiques par saison d'entraîneur de Frank Lampard | Statistiques par saison d'entraîneur de Frank Lampard | Statistiques par saison d'entraîneur de Frank Lampard | Statistiques par saison d'entraîneur de Frank Lampard | Statistiques par saison d'entraîneur de Frank Lampard | Statistiques par saison d'entraîneur de Frank Lampard | Statistiques par saison d'entraîneur de Frank Lampard | Statistiques par saison d'entraîneur de Frank Lampard | Statistiques par saison d'entraîneur de Frank Lampard | Statistiques par saison d'entraîneur de Frank Lampard | Statistiques par saison d'entraîneur de Frank Lampard |
| Saison                                                | Équipe                                                | Championnat                                           | Championnat                                           | Championnat                                           | Championnat                                           | Championnat                                           | Championnat                                           | Coupes nationales                                     | Coupes nationales                                     | Coupes nationales                                     | Coupes nationales                                     | Coupes nationales                                     | Coupes continentales                                  | Coupes continentales                                  | Coupes continentales                                  | Coupes continentales                                  | Coupes continentales                                  | Coupes continentales                                  | Autres                                                | Autres                                                | Autres                                                | Autres                                                | Autres                                                | Total                                                 | Total                                                 | Total                                                 | Total                                                 | % V                                                   |                                                       |
| Saison                                                | Équipe                                                | Comp                                                  | Pos                                                   | M                                                     | V                                                     | N                                                     | P                                                     | Comp                                                  | M                                                     | V                                                     | N                                                     | P                                                     | Comp                                                  | M                                                     | V                                                     | N                                                     | P                                                     | Tour                                                  | Comp                                                  | M                                                     | V                                                     | N                                                     | P                                                     | M                                                     | V                                                     | N                                                     | P                                                     | %                                                     |                                                       |
| ----------------------------------------------------- | ----------------------------------------------------- | ----------------------------------------------------- | ----------------------------------------------------- | ----------------------------------------------------- | ----------------------------------------------------- | ----------------------------------------------------- | ----------------------------------------------------- | ----------------------------------------------------- | ----------------------------------------------------- | ----------------------------------------------------- | ----------------------------------------------------- | ----------------------------------------------------- | ----------------------------------------------------- | ----------------------------------------------------- | ----------------------------------------------------- | ----------------------------------------------------- | ----------------------------------------------------- | ----------------------------------------------------- | ----------------------------------------------------- | ----------------------------------------------------- | ----------------------------------------------------- | ----------------------------------------------------- | ----------------------------------------------------- | ----------------------------------------------------- | ----------------------------------------------------- | ----------------------------------------------------- | ----------------------------------------------------- | ----------------------------------------------------- | ----------------------------------------------------- |
| 2018-2019                                             | Derby County                                          | D2                                                    | 6e                                                    | 46                                                    | 20                                                    | 14                                                    | 12                                                    | FA+CL                                                 | 4+4                                                   | 2+3                                                   | 1+0                                                   | 1+1                                                   | -                                                     | -                                                     | -                                                     | -                                                     | -                                                     | -                                                     | BR                                                    | 3                                                     | 1                                                     | 0                                                     | 2                                                     | 57                                                    | 26                                                    | 15                                                    | 16                                                    | 46 %                                                  |                                                       |
| Total                                                 | Total                                                 | Total                                                 | Total                                                 | 46                                                    | 20                                                    | 14                                                    | 12                                                    | -                                                     | 8                                                     | 5                                                     | 1                                                     | 2                                                     | -                                                     | -                                                     | -                                                     | -                                                     | -                                                     | -                                                     | -                                                     | 3                                                     | 1                                                     | 0                                                     | 2                                                     | 57                                                    | 26                                                    | 15                                                    | 16                                                    | 46 %                                                  |                                                       |
| 2019-2020                                             | Chelsea FC                                            | D1                                                    | 4e                                                    | 38                                                    | 20                                                    | 6                                                     | 12                                                    | FA+CL                                                 | 6+2                                                   | 5+1                                                   | 0                                                     | 1+1                                                   | C1                                                    | 8                                                     | 3                                                     | 2                                                     | 3                                                     | 1/8 f                                                 | SU                                                    | 1                                                     | 0                                                     | 0                                                     | 1                                                     | 55                                                    | 29                                                    | 8                                                     | 18                                                    | 53 %                                                  |                                                       |
| 2020-2021                                             | Chelsea FC                                            | D1                                                    |                                                       | 9                                                     | 5                                                     | 3                                                     | 1                                                     | FA+CL                                                 | 2                                                     | 1                                                     | 0                                                     | 1                                                     | C1                                                    | 4                                                     | 3                                                     | 1                                                     | 0                                                     |                                                       | -                                                     | -                                                     | -                                                     | -                                                     | -                                                     | 15                                                    | 9                                                     | 4                                                     | 2                                                     | 60 %                                                  |                                                       |
| Total                                                 | Total                                                 | Total                                                 | Total                                                 | 38                                                    | 20                                                    | 6                                                     | 12                                                    | -                                                     | 8                                                     | 6                                                     | 0                                                     | 2                                                     | -                                                     | 8                                                     | 3                                                     | 2                                                     | 3                                                     | -                                                     | -                                                     | 1                                                     | 0                                                     | 0                                                     | 1                                                     | 55                                                    | 29                                                    | 8                                                     | 18                                                    | 53 %                                                  |                                                       |
| Total carrière                                        | Total carrière                                        | Total carrière                                        | Total carrière                                        | 84                                                    | 40                                                    | 20                                                    | 24                                                    | -                                                     | 16                                                    | 11                                                    | 1                                                     | 4                                                     | -                                                     | 8                                                     | 3                                                     | 2                                                     | 3                                                     | -                                                     | -                                                     | 4                                                     | 1                                                     | 0                                                     | 3                                                     | 112                                                   | 55                                                    | 23                                                    | 34                                                    | 49 %                                                  |                                                       |

## Palmarès

### En club

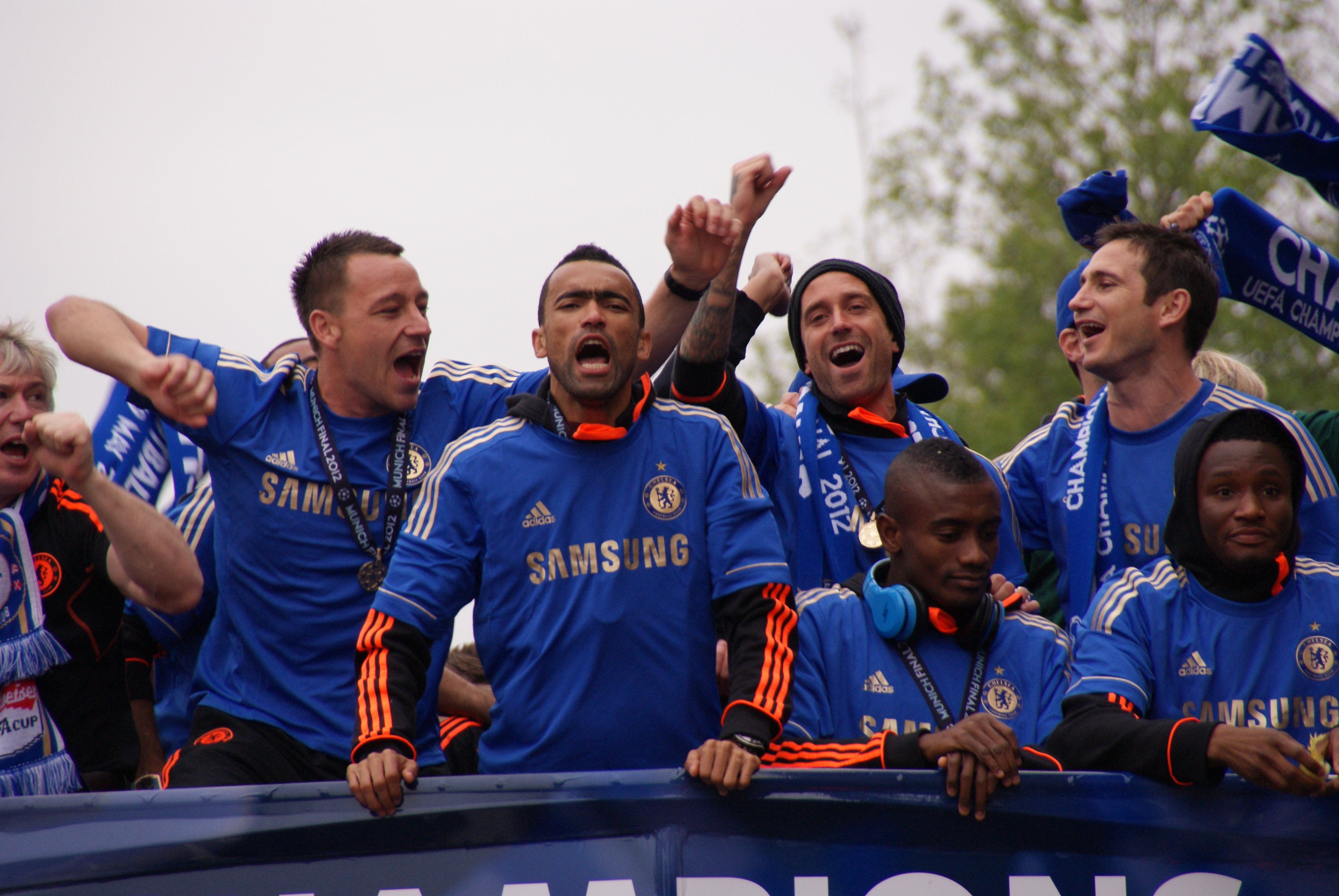
Lampard (en haut à droite) et les joueurs de Chelsea en parade pour fêter la victoire en Ligue des champions le 20 mai 2012.

Alors qu'il est à West Ham United, Lampard remporte son premier titre avec la Coupe Intertoto en 1999.
Pour sa première saison à Chelsea, Lampard est finaliste de la FA Cup, compétition qu'il gagne ensuite à quatre occasions, en 2007, 2009, 2010 et 2012. Lampard remporte son premier trophée avec les Blues en 2005, en gagnant la finale de la League Cup face à Liverpool. Il a remporté cette compétition à une deuxième reprise, en 2007, battant cette fois-ci Arsenal en finale.
Lampard a remporté la Premier League à trois occasions, en 2005, 2006 et en 2010, année au cours de laquelle l'équipe londonienne établit un record de 103 buts inscrits en championnat sur l'ensemble de la saison. Chelsea a également terminé quatre fois deuxième en championnat, en 2004, 2007, 2008 et 2011. Lampard a remporté deux fois le Community Shield, en 2005 et en 2009, et a été finaliste de ce trophée à quatre occasions.
Chelsea est finaliste de la Ligue des champions en 2008, perdant la finale aux tirs au but face à Manchester United. En 2012, Chelsea retourne en finale de Ligue des champions pour cette fois remporter le titre face au Bayern Munich, encore une fois aux tirs au but. La saison suivante, le club londonien remporte la Ligue Europa. En deux participations à la Supercoupe d'Europe, en 2012 et 2013, Lampard n'a jamais gagné cette compétition. Qualifié pour la Coupe du monde des clubs 2012 grâce à leur victoire en Ligue des champions, Lampard et ses coéquipiers atteignent la finale mais y sont battus 1 but à 0 face au SC Corinthians.

### Distinctions personnelles
- 2e au  Ballon d'or en 2005
- 2e Meilleur footballeur de l'année FIFA en 2005
- Joueur anglais de l'année en 2004 et 2005
- Joueur de l'année de Chelsea en 2004, 2005 et 2009
- Meilleur joueur de la Coupe de la Ligue en 2005 et 2007
- Meilleur milieu de terrain de l'année UEFA en 2008
- Membre de l'équipe type de FIFPro World XI en 2005
- Membre de l'équipe type de l'Euro 2004
- Membre de l'équipe type de la Premier League en 2004, 2005 et 2006
- Joueur du mois du championnat d'Angleterre en septembre 2003, avril 2005, octobre 2005 et octobre 2008
- Meilleur buteur du club de Chelsea en 2004-2005, 2005-2006, 2007-2008 et 2011-2012
- Meilleur buteur de la Coupe d'Angleterre en 2006-2007
- Meilleur buteur de l'histoire de Chelsea avec 211 buts
- Meilleur passeur européen de l'année en 2009 (17 passes décisives)[167]
- Meilleur passeur de Premier League en 2004-2005 (18 passes décisives) et 2009-2010 (14 passes décisives)
- Intégré au Premier League Hall of Fame en 2021[168]

## Hors-football

### Livres pour enfants
Depuis 2013, Frank Lampard est auteur de livres pour enfants, dont le sujet est le football. La collection s'intitule Frankie's Magic Football, et le joueur s'inspire de son propre vécu dans le sport, pour écrire. Un site internet est dédié entièrement à ses livres, et Frank Lampard tient une page facebook qui présente l'actualité de ces derniers,.

### Vie privée
Lampard est à la Brentwood School, Essex de 1989 à 1994, où il reçoit onze certificats GCSE, incluant un A* en Latin.
Son père est Frank Richard Lampard, ancien joueur et adjoint à West Ham United. Sa mère Pat décède en avril 2008 d'une pneumonie, à l'âge de 58 ans. Harry Redknapp, son premier entraîneur à West Ham, n'est autre que son oncle, et le fils de Harry, Jamie Redknapp, est le cousin de Frank.
Lampard a deux filles avec son ex-fiancée espagnole Elen Rivas, Luna (née le 22 août 2005) et Isla (née le 20 mai 2007). En février 2009, après sept ans de vie commune, leur rupture est officialisée alors qu'ils étaient séparés depuis novembre 2008. Il est en couple depuis octobre 2009 avec la présentatrice nord-irlandaise Christine Bleakley. Le 15 juin 2011, l'agent de Lampard annonce officiellement les fiançailles du couple britannique. Le couple se marie en décembre 2015. Ils ont deux enfants : une fille, Patricia Charlotte, et un garçon, Frederick George.
Au mois de janvier 2009, les joueurs de Chelsea passent un test de QI pour aider les médecins du club à déceler le moindre problème ou lésion cérébrale. Aucun chiffre n’est dévoilé par respect pour les joueurs mais quelques révélations sont faites concernant le haut du classement : Lampard et Terry sont les deux joueurs qui ont le mieux réussi. Lampard aurait un QI de 150, alors que seulement 0,1 % des Britanniques ont un QI de plus de 140.

## Publications
- Totally Frank. The Autobiography of Frank Lampard, HarperCollins, 2006.